# Autostrada A1 (Polen)
Die Autostrada A1 (polnisch für ‚Autobahn A1‘), auch Autostrada Bursztynowa (poln. für ‚Bernstein-Autobahn‘) genannt, ist eine Autobahn in Polen. Die 565 km lange Strecke führt entlang der Landesstraße 1 von Nord nach Süd. Sie beginnt bei Danzig und führt über Toruń bis zum Autobahnknoten Łódź Północ, wo sie die Autobahn A2 kreuzt. Im weiteren Verlauf führt sie über Częstochowa und Gliwice zur Grenze mit Tschechien bei Wodzisław Śląski. Im Autobahnknoten Gliwice-Sośnica kreuzt sie die Autobahn A4. An der tschechischen Grenze geht sie in die Dálnice 1 über.
Die Autobahn ist Teil des paneuropäischen Verkehrskorridors VI und der Europastraße 75 zwischen den beiden Autobahnknoten Rusocin und Pyrzowice.

## Planungsgeschichte
Bereits in den Netzplänen von 1945 und 1946 ist eine Verbindung von Dreistadt zur tschechischen Grenze vorgesehen. Die Strecke ist durchgehend in den Netzplänen von 1963, 1971, 1976 und 1985 in verschiedenen Varianten enthalten. Im Netzplan von 1993 wird die Strecke als A1 bezeichnet. Seitdem ist sie durchgehend als A1 in den Plänen. 1972 wurden die Planungen für den Verlauf von Tuszyn über Piotrków Trybunalski nach Częstochowa gestartet. Die Planungen sahen vor, dass die neue Straße an allen Ortschaften vorbeigeführt und autobahnähnlich ausgebaut werden sollte. Der Straßenquerschnitt sollte aus zwei Fahrbahnen mit jeweils zwei Fahrstreifen aufgebaut sein. Ende der 1980er wurde die gesamte Strecke freigegeben. Jedoch wurde lediglich die 17,5 km lange Strecke bis Piotrków Trybunalski als Autobahn bezeichnet. Der Rest der Strecke wurde als Landesstraße 1 ausgeschildert, da die ursprünglich geplanten Knoten als Kreuzungen mit Ampeln realisiert wurden. 2005 wurde die Ortsumgehung von Toruń eröffnet und als Schnellstraße S10 bezeichnet. Nach der Fertigstellung der A1 verlaufen die A1 und die S10 gemeinsam auf dieser 10,5 km langen Strecke.

## Maut
Die Autobahn A1 ist als mautpflichtige Autobahn geplant.
| Abschnitt                                                  | Länge    | Betreiber                |                                   | Pkw-Maut             | Pkw-Maut      | Pkw-Maut                     |               | Lkw-Maut            | Lkw-Maut      |
| Abschnitt                                                  | Länge    | Betreiber                | Stand                             | Einführung           | Betrag        | Stand                        | Einführung    |                     |               |
| ---------------------------------------------------------- | -------- | ------------------------ | --------------------------------- | -------------------- | ------------- | ---------------------------- | ------------- | ------------------- | ------------- |
| Mautstelle Rusocin – Knoten Swarożyn                       | 151,9 km | Gdańsk Transport Company |                                   | geschlossenes System | 20. Feb. 2008 | 29,90 Złoty (≈0,20 Złoty/km) |               | manuelle Mautabgabe | 20. Feb. 2008 |
| Knoten Swarożyn – Knoten Nowe Marzy                        | 151,9 km | Gdańsk Transport Company | 6. Jan. 2009                      | geschlossenes System | 6. Jan. 2009  | 29,90 Złoty (≈0,20 Złoty/km) |               | manuelle Mautabgabe |               |
| Knoten Nowe Marzy – Mautstelle Nowa Wieś                   | 151,9 km | Gdańsk Transport Company | 11. Feb. 2012                     | geschlossenes System | 11. Feb. 2012 | 29,90 Złoty (≈0,20 Złoty/km) |               | manuelle Mautabgabe |               |
| Knoten Toruń Południe – Knoten Włocławek Zachód            | 043,6 km | GDDKiA                   | angepasst an geschlossenes System |                      |               | viaTOLL                      | 1. Sept. 2014 |                     |               |
| Knoten Włocławek Zachód – Knoten Kowal                     | 020,8 km | GDDKiA                   | angepasst an geschlossenes System | 1. Okt. 2014         |               | viaTOLL                      |               |                     |               |
| Knoten Kowal – Knoten Kutno Wschód                         | 037,8 km | GDDKiA                   | angepasst an geschlossenes System | 31. Okt. 2013        |               | viaTOLL                      |               |                     |               |
| Knoten Kutno Wschód – Knoten Łódź Północ                   | 039,2 km | GDDKiA                   | angepasst an geschlossenes System | 12. Jan. 2013        |               | viaTOLL                      |               |                     |               |
| Knoten Łódź Północ – Knoten Tuszyn                         | 040,6 km | GDDKiA                   |                                   | 1. Okt. 2016         |               | viaTOLL                      |               |                     |               |
| Knoten Tuszyn – Knoten Piotrków Tryb. Południe             | 016,1 km | GDDKiA                   | 1. Jul. 2011                      |                      |               | viaTOLL                      |               |                     |               |
| Knoten Piotrków Tryb. Południe – Knoten Częstochowa Północ | 122,6 km | GDDKiA                   | viaTOLL                           | geplant              |               |                              |               |                     |               |
| Knoten Częstochowa Północ – Knoten Pyrzowice               | 122,6 km | GDDKiA                   | viaTOLL                           | geplant              |               |                              |               |                     |               |
| Knoten Pyrzowice – Knoten Gliwice Sośnica                  | 042,6 km | GDDKiA                   | viaTOLL                           | 12. Jan. 2013        |               |                              |               |                     |               |
| Knoten Gliwice Sośnica – Knoten Świerklany                 | 030,0 km | GDDKiA                   | viaTOLL                           | 1. Jul. 2011         |               |                              |               |                     |               |
| Knoten Świerklany – Gorzyczki (PL/CZ)                      | 018,6 km | GDDKiA                   | viaTOLL                           | 1. Sept. 2014        |               |                              |               |                     |               |
| Summe                                                      | 563,8 km |                          |                                   |                      |               | 29,90 Złoty (≈0,20 Złoty/km) |               |                     |               |

### Personenkraftwagen
Das 150 km lange Teilstück von Danzig bis Toruń ist als Öffentlich-Private Partnerschaft realisiert. Als privater Auftragnehmer wurde die Autobahnbetreibergesellschaft Gdańsk Transport Company verpflichtet, die für die Finanzierung, Planung, den Bau und Betrieb dieses Teilstücks der Autobahn zuständig ist. Daher werden auf diesem Abschnitt Mautgebühren an den Mautstellen erhoben.
Für den nächsten Autobahnabschnitt von Toruń bis zum Knoten Tuszyn ist die staatliche Behörde GDDKiA verantwortlich. Dieser soll erst nach der Fertigstellung der Abschnitte von Toruń bis Kowal sowie zwischen den Knoten Łódź Północ und Tuszyn mautpflichtig werden. Zwar könnte die Maut für den Abschnitt zwischen Toruń und dem Knoten Łódź Północ unabhängig vom Stand des Abschnittes zwischen den Knoten Łódź Północ und Tuszyn erhoben werden, jedoch müsste eine Mautstelle in der Nähe des Knotens Łódź Północ entstehen. Die derzeitigen Planungen umfassen erst die Mauteinführung nach der gesamten Fertigstellung des Abschnittes zusammen mit den Abschnitten der Autobahn A2 zwischen den Knoten Konin Zachód und Pruszków. Im Norden würde dieses geschlossene System von der Mautstelle Nowa Wieś bei Toruń, im Süden von der Mautstelle Jeżów bei Piotrków Trybunalski, im Westen von der Mautstelle Żdżary bei Konin auf der A2 sowie im Osten von der Mautstelle Pruszków bei Warschau auf der A2 begrenzt sein.
Die Mauteinführung des nächsten, von Tuszyn bis Pyrzowice führenden Abschnittes hängt von der Entscheidung über das Realisierungsmodell ab. Wenn der Abschnitt als Öffentlich-Private Partnerschaft realisiert werden würde, dann müssten zwei zusätzliche Mautstellen an den beiden Enden des Abschnittes gebaut werden. Unabhängig von der Entscheidung wird dieser Abschnitt auch mautpflichtig sein.
Die Mautpflicht für den Autobahnabschnitt in der Woiwodschaft Schlesien von Pyrzowice bis zur tschechischen Grenze, die von der polnischen Regierung bei den Planungen beschlossen wurde, ist aufgrund der Bevölkerungsdichte in der Metropolregion Kattowitz-Oberschlesien umstritten. Das Teilstück vom Knoten Gliwice Wschód bis zum Autobahnknoten Gliwice-Sośnica soll als Umfahrung von Gliwice nur für die Bevölkerung der Region mautfrei sein. Der restliche Teil der A1 sollte ursprünglich mautpflichtig für alle sein. Gegen diesen Beschluss wehren sich die Einwohner der Städte Rybnik, Jastrzębie-Zdrój, Żory, Wodzisław Śląski, Racibórz, Rydułtowy, Radlin und Pszów, die die beiden Abschnitte Autobahnknoten Gliwice-Sośnica–Gorzyczki (Grenze) sowie Bytom-Pyrzowice als mautfreie Autobahn fordern.

### Lastkraftwagen
Für Lastkraftwagen kommt derzeit auf den meisten von der GDDKiA betriebenen und fertiggestellten Autobahnabschnitten das viaTOLL-System zum Einsatz. Dagegen müssen die Lkw auf dem von Gdańsk Transport Company betriebenen Abschnitt manuell an den Mautstellen die Maut bezahlen.

## Fertiggestellte Abschnitte
| Abschnitt                                                   | Länge    | Bauzeit                              | Baukosten                                         | Verkehrsübergabe                                     | Ausbauzustand                                                                                     | Anmerkungen      |
| ----------------------------------------------------------- | -------- | ------------------------------------ | ------------------------------------------------- | ---------------------------------------------------- | ------------------------------------------------------------------------------------------------- | ---------------- |
| Knoten Rusocin – Knoten Swarożyn                            | 024,8 km | 2005–2007                            | 562 Mio. Złoty (144 Mio. Euro)                    | 22. Dezember 2007                                    | zwei Fahrbahnen mit je zwei Fahrstreifen (Reserve für den dritten Fahrstreifen im Mittelstreifen) | mautpflichtig    |
| Knoten Swarożyn – Knoten Nowe Marzy                         | 064,7 km | 2005–2008                            | 1,43 Mrd. Złoty (376 Mio. Euro)                   | 17. Oktober 2008                                     | zwei Fahrbahnen mit je zwei Fahrstreifen (Reserve für den dritten Fahrstreifen im Mittelstreifen) | mautpflichtig    |
| Knoten Nowe Marzy – Knoten Toruń Południe                   | 062,4 km | 2008–2011                            | 2,94 Mrd. Złoty (738 Mio. Euro)                   | 14. Oktober 2011                                     | zwei Fahrbahnen mit je zwei Fahrstreifen (Reserve für den dritten Fahrstreifen im Mittelstreifen) | mautpflichtig    |
| Knoten Toruń Południe – Knoten Włocławek Północ             | 034,5 km | 2010–2014                            | 1,02 Mrd. Złoty (245 Mio. Euro)                   | 21. Dezember 2013                                    | zwei Fahrbahnen mit je zwei Fahrstreifen (Reserve für den dritten Fahrstreifen im Mittelstreifen) | derzeit mautfrei |
| Knoten Włocławek Północ – Knoten Włocławek Zachód           | 009,6 km | 2010–2014                            | 1,04 Mrd. Złoty (251 Mio. Euro)                   | 21. Dezember 2013                                    | zwei Fahrbahnen mit je zwei Fahrstreifen (Reserve für den dritten Fahrstreifen im Mittelstreifen) | derzeit mautfrei |
| Knoten Włocławek Zachód – Knoten Kowal                      | 019,9 km | 2010–2014                            | 1,04 Mrd. Złoty (251 Mio. Euro)                   | 30. April 2014                                       | zwei Fahrbahnen mit je zwei Fahrstreifen (Reserve für den dritten Fahrstreifen im Mittelstreifen) | derzeit mautfrei |
| Knoten Kowal – Knoten Kutno Północ                          | 030,0 km | 2010–2012                            | 806 Mio. Złoty (197 Mio. Euro)                    | 13. November 2012                                    | zwei Fahrbahnen mit je zwei Fahrstreifen (Reserve für den dritten Fahrstreifen im Mittelstreifen) | derzeit mautfrei |
| Knoten Kutno Północ – Knoten Kutno Wschód                   | 015,2 km | 2010–2015                            | 566 Mio. Złoty (138 Mio. Euro)                    | 13. November 2012                                    | zwei Fahrbahnen mit je zwei Fahrstreifen (Reserve für den dritten Fahrstreifen im Mittelstreifen) | derzeit mautfrei |
| Knoten Kutno Wschód – Knoten Piątek                         | 009,0 km | 2010–2012                            | 516 Mio. Złoty (126 Mio. Euro)                    | 13. November 2012                                    | zwei Fahrbahnen mit je zwei Fahrstreifen (Reserve für den dritten Fahrstreifen im Mittelstreifen) | derzeit mautfrei |
| Knoten Piątek – Knoten Łódź Północ                          | 021,0 km | 2010–2012                            | 574 Mio. Złoty (140 Mio. Euro)                    | 13. November 2012                                    | zwei Fahrbahnen mit je zwei Fahrstreifen (Reserve für den dritten Fahrstreifen im Mittelstreifen) | derzeit mautfrei |
| Knoten Łódź Północ                                          | 004,9 km | 2010–2012                            | 201 Mio. Złoty (50 Mio. Euro)                     | 13. November 2012                                    | zwei Fahrbahnen mit je zwei Fahrstreifen (Reserve für den dritten Fahrstreifen im Mittelstreifen) | derzeit mautfrei |
| Knoten Łódź Północ – Knoten Łódź Wschód                     | 014,2 km | 2010–2016                            | 384 Mio. Złoty (91 Mio. Euro)                     | 1. Juli 2016                                         | zwei Fahrbahnen mit je zwei Fahrstreifen (Reserve für den dritten Fahrstreifen im Mittelstreifen) | derzeit mautfrei |
| Knoten Łódź Wschód – Knoten Łódź Górna                      | 010,0 km | 2010–2016                            | 392 Mio. Złoty (93 Mio. Euro)                     | 1. Juli 2016                                         | zwei Fahrbahnen mit je zwei Fahrstreifen (Reserve für den dritten Fahrstreifen im Mittelstreifen) | derzeit mautfrei |
| Knoten Łódź Górna – Knoten Tuszyn                           | 015,9 km | 2010–2016                            | 361 Mio. Złoty (93 Mio. Euro)                     | 1. Juli 2016                                         | zwei Fahrbahnen mit je zwei Fahrstreifen (Reserve für den dritten Fahrstreifen im Mittelstreifen) | derzeit mautfrei |
| Knoten Tuszyn – Knoten Piotrków Trybunalski Południe        | 015,9 km | 1978–1989 2018–2021 (Modernisierung) | — 622 Mio. Złoty (156 Mio. Euro) (Modernisierung) | 18. Dezember 1989 17. Dezember 2021 (Modernisierung) | zwei Fahrbahnen mit je drei Fahrstreifen                                                          | derzeit mautfrei |
| Knoten Piotrków Trybunalski Południe – Knoten Kamieńsk      | 024,2 km | 2019–2022                            | 857 Mio. Złoty (214 Mio. Euro)                    | 24. November 2022                                    | zwei Fahrbahnen mit je drei Fahrstreifen                                                          | derzeit mautfrei |
| Knoten Kamieńsk – Knoten Radomsko                           | 016,7 km | 2018–2021                            | 573 Mio. Złoty (143 Mio. Euro)                    | 23. Dezember 2021                                    | zwei Fahrbahnen mit je drei Fahrstreifen                                                          | derzeit mautfrei |
| Knoten Radomsko – Woiwodschaftsgrenze Łódź/Schlesien        | 007,0 km | 2018–2021                            | 338 Mio. Złoty (85 Mio. Euro)                     | 3. November 2021                                     | zwei Fahrbahnen mit je drei Fahrstreifen                                                          | derzeit mautfrei |
| Woiwodschaftsgrenze Łódź/Schlesien – Kruszyna               | 006,0 km | 2018–2022                            | 597 Mio. Złoty (149 Mio. Euro)                    | 3. November 2021                                     | zwei Fahrbahnen mit je drei Fahrstreifen                                                          | derzeit mautfrei |
| Kruszyna – Knoten Częstochowa Północ                        | 011,9 km | 2018–2022                            | 597 Mio. Złoty (149 Mio. Euro)                    | 21. Dezember 2021                                    | zwei Fahrbahnen mit je drei Fahrstreifen                                                          | derzeit mautfrei |
| Knoten Częstochowa Północ – Knoten Częstochowa Blachownia   | 020,3 km | 2015–2020                            | 838 Mio. Złoty (210 Mio. Euro)                    | 23. Dezember 2019                                    | zwei Fahrbahnen mit je zwei Fahrstreifen (Reserve für den dritten Fahrstreifen im Mittelstreifen) | derzeit mautfrei |
| Knoten Częstochowa Blachownia – Knoten Częstochowa Południe | 004,7 km | 2015–2019                            | 219 Mio. Złoty (55 Mio. Euro)                     | 23. Dezember 2019                                    | zwei Fahrbahnen mit je zwei Fahrstreifen (Reserve für den dritten Fahrstreifen im Mittelstreifen) | derzeit mautfrei |
| Knoten Częstochowa Południe – Knoten Woźniki                | 016,7 km | 2016–2019                            | 575 Mio. Złoty (144 Mio. Euro)                    | 2. August 2019                                       | zwei Fahrbahnen mit je zwei Fahrstreifen (Reserve für den dritten Fahrstreifen im Mittelstreifen) | derzeit mautfrei |
| Knoten Woźniki – Knoten Pyrzowice                           | 015,2 km | 2015–2019                            | 610 Mio. Złoty (153 Mio. Euro)                    | 2. August 2019                                       | zwei Fahrbahnen mit je zwei Fahrstreifen (Reserve für den dritten Fahrstreifen im Mittelstreifen) | derzeit mautfrei |
| Knoten Pyrzowice – Knoten Piekary Śląskie                   | 016,1 km | 2009–2012                            | 1,83 Mrd. Złoty (436 Mio. Euro)                   | 1. Juni 2012                                         |                                                                                                   | derzeit mautfrei |
| Knoten Piekary Śląskie – Knoten Zabrze Północ               | 012,0 km | 2009–2012                            | 1,26 Mrd. Złoty (300 Mio. Euro)                   | 1. Juni 2012                                         |                                                                                                   | derzeit mautfrei |
| Knoten Zabrze Północ – Knoten Gliwice Wschód                | 008,9 km | 2009–2011                            | 1,26 Mrd. Złoty (300 Mio. Euro)                   | 22. Dezember 2011                                    |                                                                                                   | derzeit mautfrei |
| Knoten Gliwice Wschód – Knoten Gliwice Sośnica              | 003,9 km | 2009–2011                            | 1,1 Mrd. Złoty (260 Mio. Euro)                    | 30. September 2011                                   |                                                                                                   | derzeit mautfrei |
| Knoten Gliwice Sośnica                                      | 004,1 km | 2007–2010                            | 853 Mio. Złoty (215 Mio. Euro)                    | 7. Juli 2010                                         |                                                                                                   | derzeit mautfrei |
| Knoten Gliwice-Sośnica – Knoten Rybnik                      | 015,0 km | 2007–2009                            | 827 Mio. Złoty (208 Mio. Euro)                    | 23. Dezember 2009                                    |                                                                                                   | derzeit mautfrei |
| Knoten Rybnik – Knoten Żory                                 | 007,5 km | 2008–2010                            | 1,1 Mrd. Złoty (268 Mio. Euro)                    | 15. Dezember 2010                                    |                                                                                                   | derzeit mautfrei |
| Knoten Żory – Knoten Świerklany                             | 006,6 km | 2008–2011                            | 1,1 Mrd. Złoty (268 Mio. Euro)                    | 21. April 2011                                       |                                                                                                   | derzeit mautfrei |
| Knoten Świerklany – Knoten Mszana                           | 007,2 km | 2007–2014                            | 469 Mio. Złoty (118 Mio. Euro)                    | 23. Mai 2014                                         |                                                                                                   | derzeit mautfrei |
| Knoten Mszana – Gorzyczki (PL/CZ)                           | 011,1 km | 2007–2012                            | 561 Mio. Złoty (139 Mio. Euro)                    | 30. November 2012                                    |                                                                                                   | derzeit mautfrei |
| Summe                                                       | 566,1 km |                                      | 24,99 Mrd. Złoty (5,97 Mrd. Euro)                 |                                                      |                                                                                                   |                  |

### Rusocin – Nowe Marzy

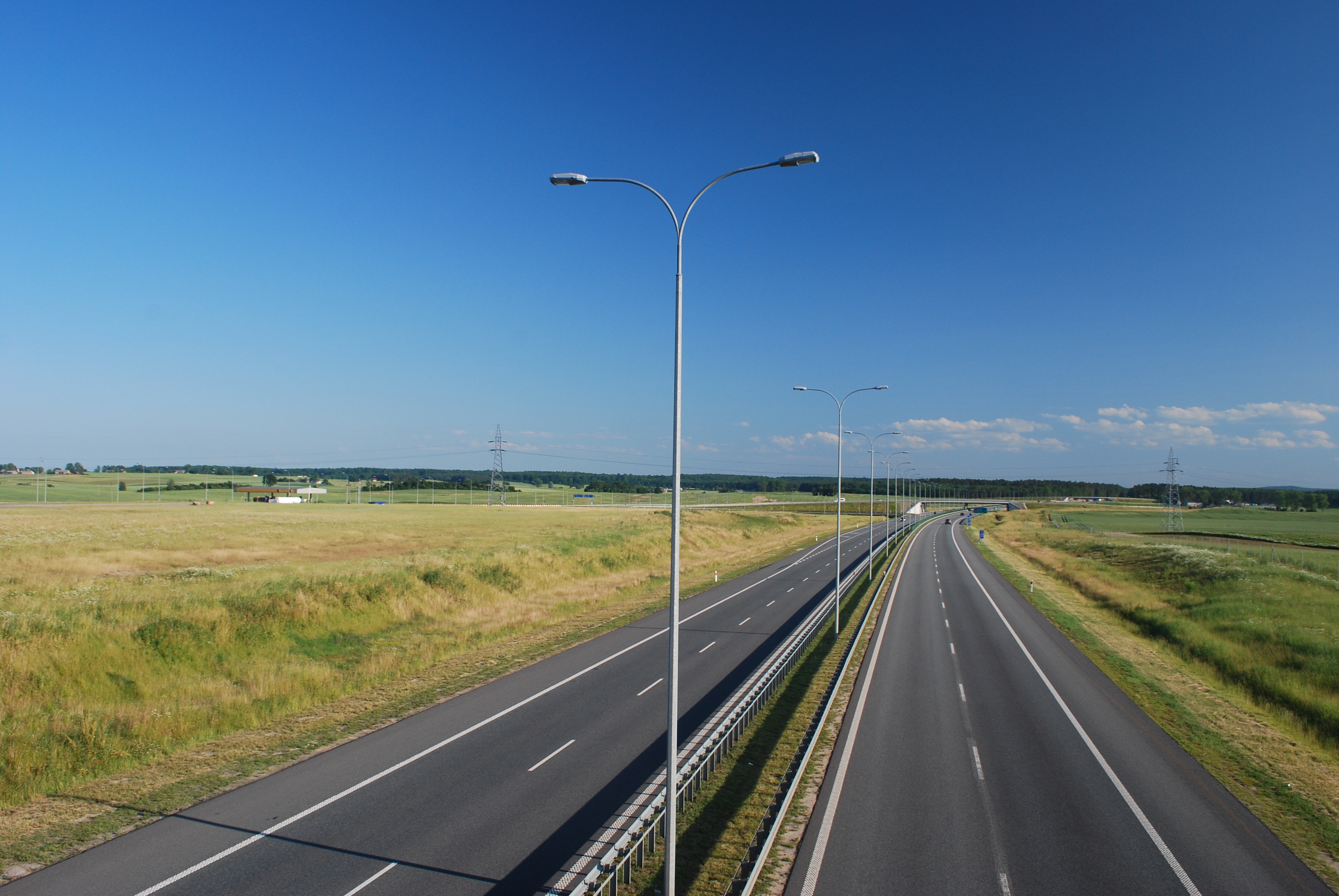
Die vierspurige A1 bei Swarożyn

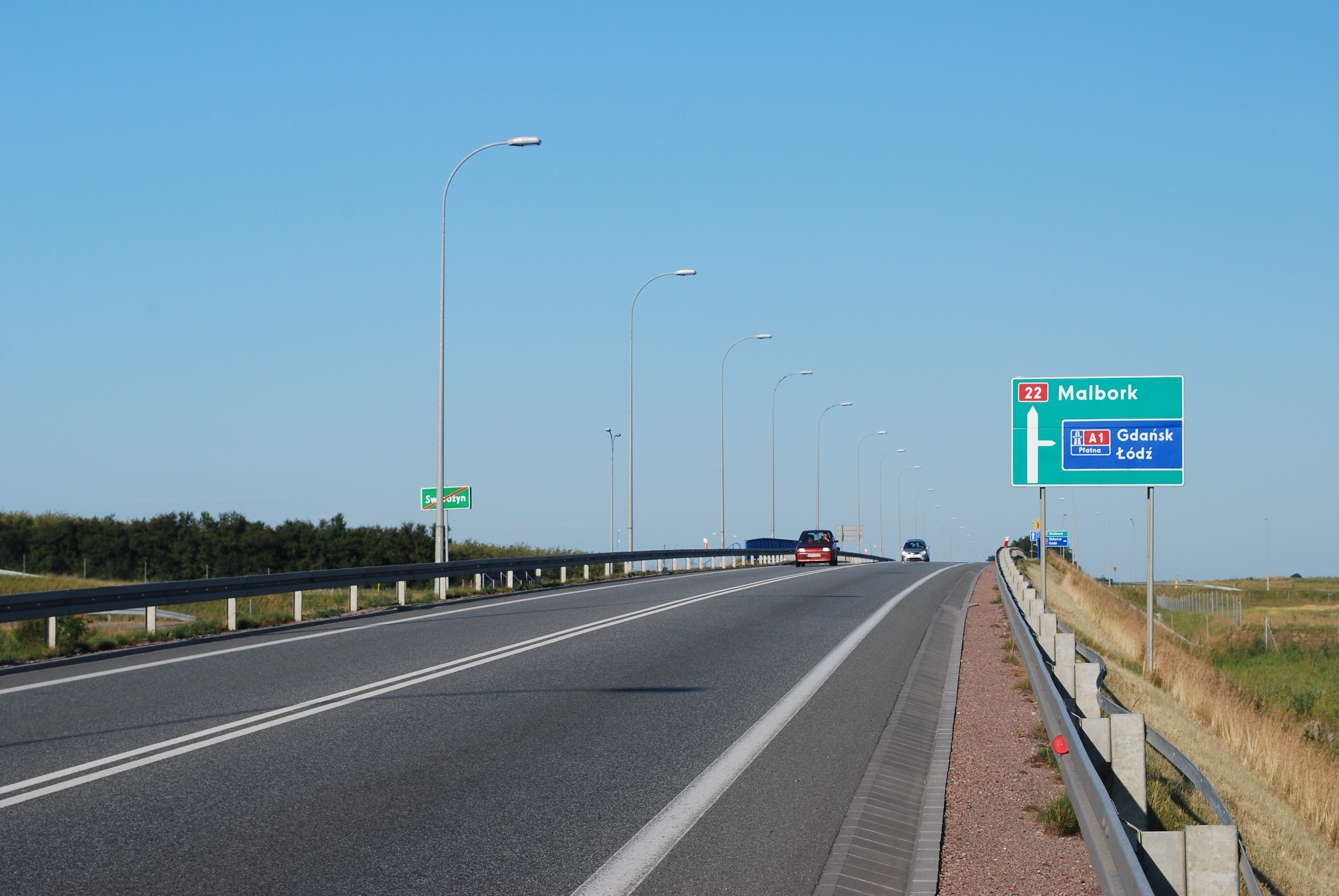
Der Knoten Swarożyn

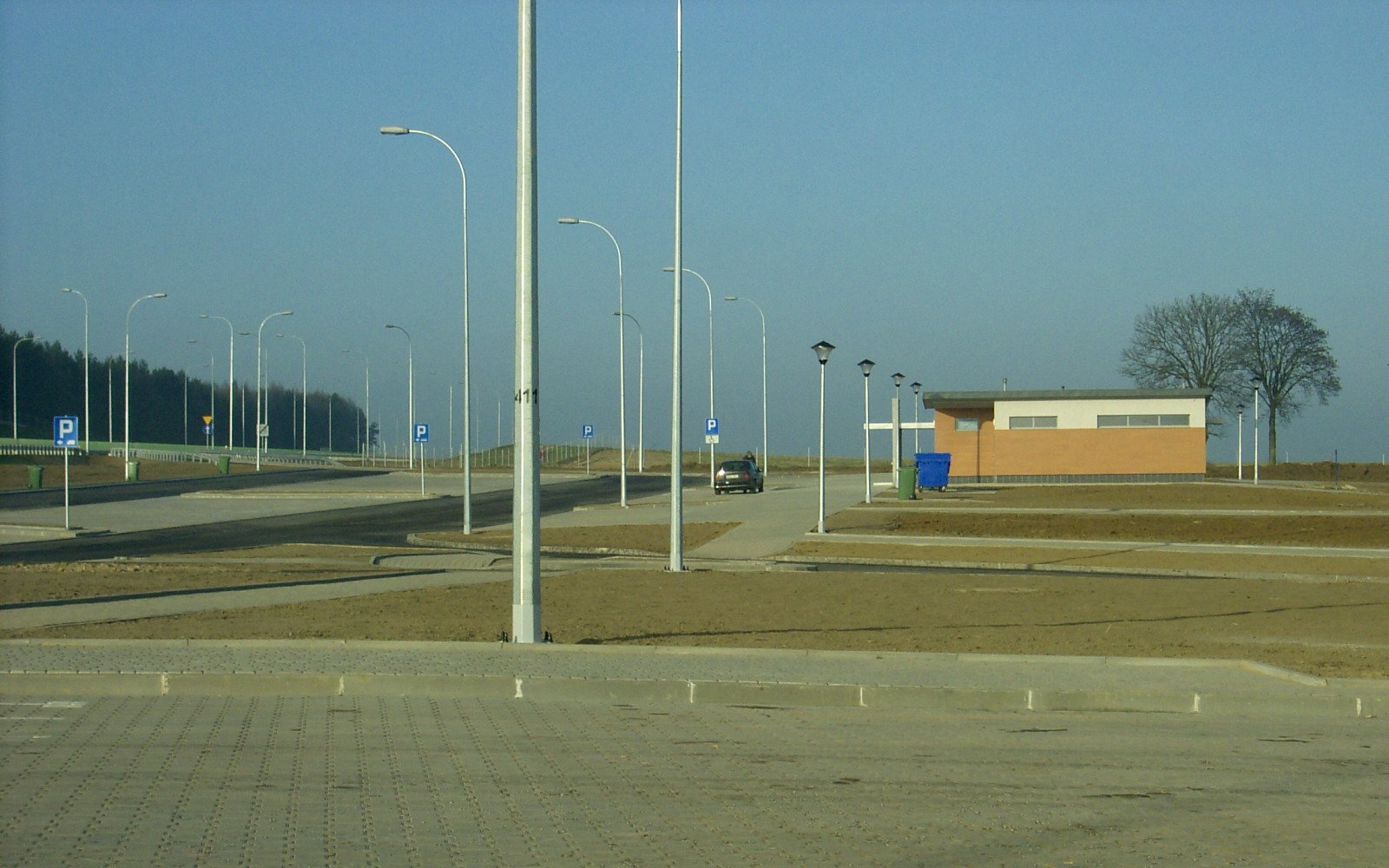
Die Raststätte Kleszczewko

Dieser Abschnitt wurde in zwei Teilstücke unterteilt:
- Knoten Rusocin – Knoten Swarożyn
- Knoten Swarożyn – Knoten Nowe Marzy

Am 29. Juli 2005 begann der Konzessionär dieses Abschnittes, die Autobahnbetreibergesellschaft Gdańsk Transport Company, mit dem Bau des nördlichen Teilstücks zwischen den Knoten Rusocin bei Danzig und Swarożyn bei Tczew. Am 22. Dezember 2007 wurde dieses 25 Kilometer lange Teilstück für den Verkehr freigegeben. Die Verkehrsübergabe des zweiten Teilstücks zwischen den Knoten Swarożyn und Nowe Marzy erfolgte am 17. Oktober 2008. Der gesamte Abschnitt hat eine Gesamtlänge von 89,5 Kilometern und ist mit zwei Fahrbahnen mit jeweils zwei Fahrstreifen und der Möglichkeit des Zubaus des dritten Fahrstreifens ausgebaut. Auf dem gesamten Abschnitt wird eine Streckenmaut an den Mautstellen zu Beginn oder am Ende sowie bei den Ausfahrten erhoben.

### Nowe Marzy – Toruń Południe

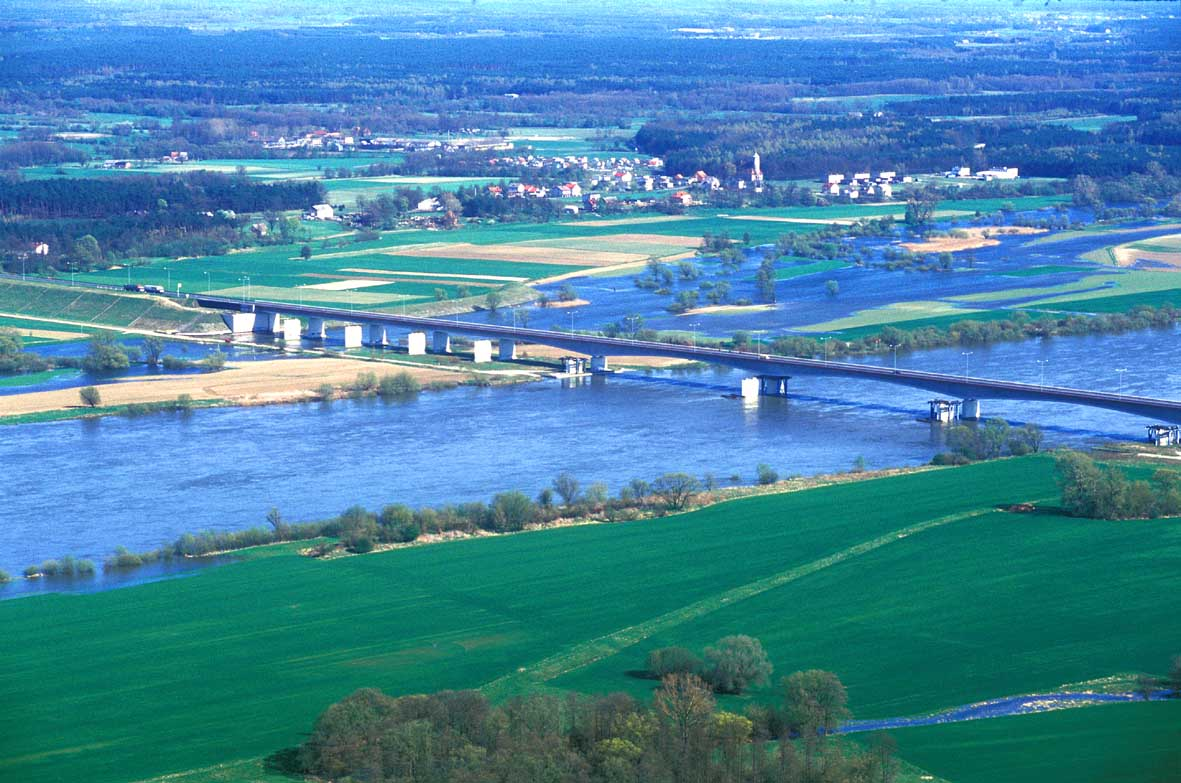
Bauarbeiten auf der Autobahnbrücke Most Armii Krajowej bei Toruń während des Hochwassers in Polen 1996

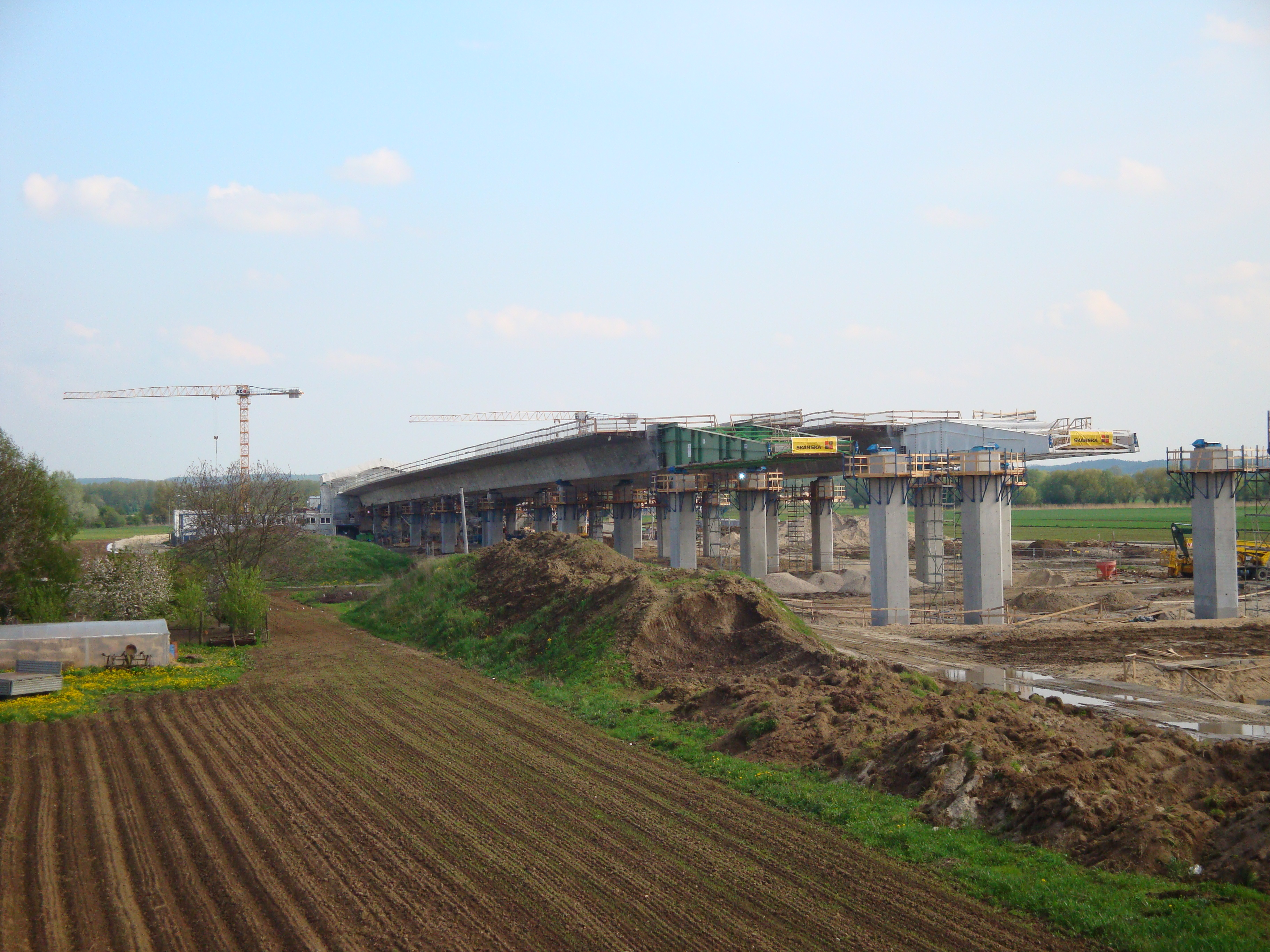
Bau der A1 bei Grudziądz

Am 25. August 2008 begann der Konzessionär dieses Abschnittes, die Autobahnbetreibergesellschaft Gdańsk Transport Company, offiziell mit dem Bau dieser Autobahnstrecke vom Knoten Nowe Marzy bei Grudziądz bis zum Knoten Toruń Południe (früher „Knoten Czerniewice“). Der komplette Abschnitt hat eine Gesamtlänge von 62,4 Kilometern. Der Bau umfasste eine 51,72 km lange nach der Fertigstellung mautpflichtige Neubaustrecke zwischen den Knoten Nowe Marzy und Toruń Wschód. Zwischen den Knoten Toruń Wschód und Toruń Południe wurde die bereits bestehende 10,7 km lange Strecke der Schnellstraße S10 zur Autobahn aufgestuft, indem noch die zweite Fahrbahn dazugebaut wurde. Damit ist der Abschnitt mit zwei Fahrbahnen mit jeweils zwei Fahrstreifen ausgebaut. Die Modernisierung der bestehenden Strecke sowie der Neubau haben ca. 4,64 Mrd. Złoty gekostet. Die Verkehrsübergabe wurde zuerst bis Ende 2011 erwartet. Am 14. Oktober 2011 wurde der Abschnitt offiziell eröffnet. Kurz vor der Verkehrsübergabe wurde bekanntgegeben, dass die Autofahrer keine Mautgebühren in den ersten drei Monaten bezahlen müssen. Am 29. Dezember 2011 wurde die Verschiebung der Mautpflicht um einen weiteren Monat verkündet. Am 11. Februar 2012, ca. vier Monate nach der Eröffnung, wurden die Mautgebühren auf dem gesamten Abschnitt Nowe Marzy–Toruń eingeführt.

### Toruń Południe – Włocławek Północ
Dieser 34,5 km lange Abschnitt führt vom Knoten Toruń Południe (früher „Knoten Czerniewice“) bis zum Knoten Włocławek Północ. Er ist mit zwei Fahrbahnen mit jeweils zwei Fahrstreifen und der Möglichkeit des Zubaus des dritten Fahrstreifens ausgebaut. Seitens der polnischen Regierung soll der Abschnitt mautpflichtig für alle Kraftfahrzeuge werden.

#### Erster Vertrag
Um eine schnellere Realisierung zu ermöglichen, wurde der komplette Abschnitt in zwei Unterabschnitte aufgeteilt:
- Knoten Toruń Południe (früher „Knoten Czerniewice“) – Knoten Ciechocinek (früher „Knoten Odolion“) (11,4 km)
- Knoten Ciechocinek – Knoten Włocławek Północ (früher „Knoten Brzezie“) (23,1 km)

Die Ausschreibung für diese beiden Unterabschnitte begann Ende März 2009 und wurde am 17. Juni 2010 mit der Vertragsunterzeichnung zwischen der GDDKiA und einem Konsortium bestehend der irischen Firma SRB Civil Engineering Limited als Leader und aus der polnischen Unternehmensgruppe PBG S.A., Hydrobudowa S.A., Aprivia S.A. sowie der irischen Baufirma John Sisk and Son als Partner beendet. Die Baukosten wurden auf 934 Mio. Złoty festgelegt. Am 16. Juli 2010 erfolgte der Baubeginn mit dem symbolischen ersten Spatenstich. Die Fertigstellung beider Unterabschnitte war ursprünglich für den September 2012 vorgesehen. Am 16. Juni 2011 wurden Probleme bekannt, die den Bau sogar um drei Monate verzögern könnten. Dies wurde aber von der GDDKiA mit der Aussage dementiert, dass alle Bauarbeiten planmäßig ablaufen würden. Im Frühjahr 2012 wurde eine Bauverzögerung von zwei Monaten bestätigt, sodass sich die Bauarbeiten zunächst bis zum November 2012 verlängern sollten. Jedoch meldeten die Unternehmen PBG S.A., Hydrobudowa S.A. und Aprivia S.A. Anfang Juni 2012 Insolvenz und schieden aus dem Konsortium aus. In dieser Zeit führte das Unternehmen SRB Civil Engineering Limited die Bauarbeiten fort. Die irische Firma erklärte Anfang Juli, die Bauarbeiten im Rahmen des Konsortiums alleine mit John Sisk and Son ab August fortzuführen und die Bauarbeiten in Zusammenhang mit der Fahrbahndecke sofort zu übernehmen. Um die Bauarbeiten zu beschleunigen, stellte die GDDKiA den irischen Baufirmen am 14. August 2012 ein einwöchiges Ultimatum zur schnellen Ausführung der dringendsten Arbeiten. Nachdem nicht alle Bauarbeiten aufgrund der Tatsache, dass es keine endgültige Einigung mit den polnischen Unternehmen nach der Insolvenz und deren Banken gab, ausgeführt werden konnten, verlängerte die GDDKiA das Ultimatum um eine weitere Woche.

#### Vertragsauflösung
Als auch bis zum 3. September keine Einigung innerhalb des Konsortiums erzielt werden konnte, wurde der Bauvertrag seitens der GDDKiA am 6. September 2012 aufgelöst. Laut der GDDKiA waren die übrigen Partner des Konsortiums nach der Insolvenz der polnischen Unternehmen nicht im Stande, die Bauarbeiten beenden zu können. Deshalb seien sie Schuld an den Vertragsauflösungen. Die irischen Bauunternehmen hingegen machten die GDDKiA aufgrund der mangelnden Kompromissbereitschaft für die Vertragsauflösungen verantwortlich und ergänzten zudem, dass sie für die Weiterführung der Bauarbeiten bereit gewesen seien. Der damalige Verkehrsminister Sławomir Nowak sagte, er habe den Eindruck, dass der irische Teil des Konsortiums die GDDKiA getäuscht und unnötig den Vorgang verlängert habe. Infolge kam es zu Gerichtsverfahren zwischen der GDDKiA und den beteiligten Bauunternehmen im Konsortium über die Fragen, wer die Verträge zuerst brach und wer dafür verantwortlich war. Zudem machten beide Streitparteien gegenseitige Ansprüche geltend. So forderten die irischen Unternehmen 190 Millionen Złoty als Strafe für die Vertragsauflösungen und 1 Milliarde Złoty an Schadenersatz. Zudem reichten diese Klagen gegen die GDDKiA zur Auszahlung der von der GDDKiA verweigerten Summe von 123 Mio. Złoty ein. Eine Sprecherin der GDDKiA sagte, dass seitens des Konsortiums ausstehende Zahlungen an Subunternehmen in Höhe von 33 Mio. Złoty zur Weigerung der Auszahlung der Summe und der Grund für die Vertragsauflösungen waren. Ende 2017 wurde nach mehrmonatigen Verhandlungen vor dem Bezirksgericht Warschau ein Vergleich zwischen den Konfliktparteien abgeschlossen. Der Inhalt des vereinbarten Vergleiches wurde als vertraulich behandelt.

#### Zweiter Vertrag
Die erneute Ausschreibung für die Fortführung der Bauarbeiten begann am 28. September 2012. Es sind noch ca. 40 % aller Bauarbeiten zu erledigen. Die Angebote wurden am 27. Dezember 2012 geöffnet. Das günstigste Angebot lieferte ein italienisch-polnisches Konsortium unter der Führung des Bauunternehmens Salini Polska Sp. z o.o. und den Baufirmen Impregilo S.p.A. und Kobylarnia S.A. als Partner mit Baukosten von 450 Mio. Złoty. Gegen diese Entscheidung legte ein Konsortium unter Leitung des Unternehmens Strabag Sp. z o.o. vor der Nationalen Beschwerdekammer (poln.: „Krajowa Izba Odwoławcza“) in Warschau Klage ein und erreichte, dass die Auswahl wiederholt und das fehlerhafte Angebot des italienisch-polnischen Konsortiums korrigiert werden mussten. Am 15. März 2013 wurde wiederum das Angebot des italienisch-polnischen Konsortiums als das günstigste ausgewählt. Nach Prüfung des Amts für öffentliche Aufträge (poln.: „Urząd Zamówień Publicznych“) erfolgte die Vertragsunterzeichnung am 3. April 2013. Der Abschnitt konnte bis Ende 2013 fertiggestellt und am 21. Dezember 2013 eröffnet werden.

### Włocławek Północ – Kowal
Dieser 29,5 km lange Abschnitt führt vom Knoten Włocławek Północ bis zum Knoten Kowal. Er ist mit zwei Fahrbahnen mit jeweils zwei Fahrstreifen und der Möglichkeit des Zubaus des dritten Fahrstreifens ausgebaut. Seitens der polnischen Regierung soll der Abschnitt mautpflichtig für alle Kraftfahrzeuge werden.

#### Erster Vertrag
Die Ausschreibung begann Ende März 2009 und wurde am 17. Juni 2010 mit der Vertragsunterzeichnung zwischen der GDDKiA und einem Konsortium bestehend aus der polnischen Unternehmensgruppe PBG S.A. als Leader und den polnischen Unternehmen Hydrobudowa S.A., Aprivia S.A. sowie den irischen Baufirmen SRB Civil Engineering Limited und John Sisk and Son als Partner beendet. Die Baukosten wurden auf 857 Mio. Złoty festgelegt. Am 16. Juli 2010 erfolgte der Baubeginn mit dem symbolischen ersten Spatenstich. Anfang Juni 2012 meldeten die Unternehmen PBG S.A., Hydrobudowa S.A. und Aprivia S.A. Insolvenz an und schieden aus dem Konsortium aus. In dieser Zeit erfolgten auf diesem Abschnitt keine Bauarbeiten mehr. Die irische Firma erklärte Anfang Juli, die Bauarbeiten alleine mit John Sisk and Son ab August fortzuführen. Es müssten aber Gespräche mit den Verantwortlichen von PBG und der GDDKiA über eine Neuaufteilung der Bauarbeiten innerhalb des Konsortiums stattfinden. Am 14. August 2012 stellte die GDDKiA den irischen Baufirmen ein einwöchiges Ultimatum zur schnellen Ausführung der dringendsten Arbeiten. Die GDDKiA verlängerte das Ultimatum um eine weitere Woche, nachdem keine Bauarbeiten aufgrund der Tatsache, dass es keine endgültige Einigung mit den Verantwortlichen der polnischen Unternehmen nach der Insolvenz und deren Banken gibt, ausgeführt werden konnten.

#### Vertragsauflösung
Als auch bis zum 3. September keine Einigung innerhalb des Konsortiums erzielt werden konnte, wurde der Bauvertrag seitens der GDDKiA am 6. September 2012 aufgelöst. Laut der GDDKiA waren die übrigen Partner des Konsortiums nach der Insolvenz der polnischen Unternehmen nicht im Stande, die Bauarbeiten beenden zu können. Deshalb seien sie Schuld an den Vertragsauflösungen. Die irischen Bauunternehmen hingegen machten die GDDKiA aufgrund der mangelnden Kompromissbereitschaft für die Vertragsauflösungen verantwortlich und ergänzten zudem, dass sie für die Weiterführung der Bauarbeiten bereit gewesen seien. Der damalige Verkehrsminister Sławomir Nowak sagte, er habe den Eindruck, dass der irische Teil des Konsortiums die GDDKiA getäuscht und den Vorgang unnötig verlängert habe. Infolge kam es zu Gerichtsverfahren zwischen der GDDKiA und den beteiligten Bauunternehmen im Konsortium über die Fragen, wer die Verträge zuerst brach und wer dafür verantwortlich war. Zudem machten beide Streitparteien gegenseitige Ansprüche geltend. So forderten die irischen Unternehmen von der 190 Millionen Złoty als Strafe für die Vertragsauflösungen und 1 Milliarde Złoty an Schadenersatz. Zudem reichten diese Klagen gegen die GDDKiA zur Auszahlung der von der GDDKiA verweigerten Summe von 123 Mio. Złoty ein. Eine Sprecherin der GDDKiA sagte, dass seitens des Konsortiums ausstehende Zahlungen an Subunternehmen in Höhe von 33 Mio. Złoty zur Weigerung der Auszahlung der Summe und der Grund für die Vertragsauflösungen waren. Im November 2016 forderte die GDDKiA in einem Antrag vor Gericht das Konsortium zur Bezahlung von 264 Mio. Złoty auf, was das Konsortium nicht akzeptierte. Ende 2017 wurde nach mehrmonatigen Verhandlungen vor dem Bezirksgericht Warschau ein Vergleich zwischen den Konfliktparteien abgeschlossen. Über den Inhalt wurde stillschweigen vereinbart.

#### Zweiter Vertrag
Die erneute Ausschreibung für die Fortführung der Bauarbeiten begann am 28. September 2012. Es sind noch die Hälfte aller Bauarbeiten zu erledigen. Die Angebote wurden am 27. Dezember 2012 geöffnet. Das günstigste Angebot lieferte ein italienisch-polnisches Konsortium unter der Führung des Bauunternehmens Salini Polska Sp. z o.o. und den Baufirmen Impregilo S.p.A. und Kobylarnia S.A. als Partner mit Baukosten von 608 Mio. Złoty. Gegen diese Entscheidung legte ein Konsortium unter Leitung des Unternehmens Strabag Sp. z o.o. vor der Nationalen Beschwerdekammer (poln.: „Krajowa Izba Odwoławcza“) in Warschau Klage ein und erreichte, dass die Auswahl wiederholt und das fehlerhafte Angebot des italienisch-polnischen Konsortiums korrigiert werden mussten. Am 15. März 2013 wurde wiederum das Angebot des italienisch-polnischen Konsortiums als das günstigste ausgewählt. Nach Prüfung des Amts für öffentliche Aufträge (poln.: „Urząd Zamówień Publicznych“) erfolgte die Vertragsunterzeichnung am 3. April 2013. Die Fertigstellung sollte innerhalb von 12 Monaten erfolgen. Am 21. Dezember 2013 wurde das Teilstück zwischen den Knoten Włocławek Północ und Włocławek Zachód vorzeitig eröffnet. Die Fertigstellung des restlichen Teilstücks verzögerte sich aufgrund von Komplikationen beim Bau eines Brückenbauwerks bis zum Frühjahr 2014; dieses wurde am 30. April 2014 dem Verkehr übergeben.

### Kowal – Łódź Północ
Dieser 75,2 km lange Abschnitt führt vom Knoten Kowal bis zum Knoten Łódź Północ und ist mit zwei Fahrbahnen mit jeweils zwei Fahrstreifen und der Möglichkeit des Zubaus des dritten Fahrstreifens ausgebaut. Laut der polnischen Regierung soll der Abschnitt mautpflichtig für alle Kraftfahrzeuge werden. Um eine schnellere Realisierung zu ermöglichen, wurde der komplette Abschnitt in vier Unterabschnitte aufgeteilt, die von unterschiedlichen Baufirmen ursprünglich bis zum April 2012 gebaut werden sollten. Jedoch traten bei allen Teilstücken Bauverzögerungen auf, sodass sich die Fertigstellung um einige Monate verschob. Zwar wurden drei der vier Unterabschnitte im Juli 2012 fertiggestellt, jedoch wurde auf eine vorzeitige Eröffnung verzichtet, da alle Unterabschnitte gemeinsam eröffnet werden sollten. Die Verkehrsübergabe erfolgte mit einer Verspätung von insgesamt 197 Tagen am 13. November.
- Knoten Kowal – Knoten Kutno Północ (30 km)

Der Bauvertrag für diesen Unterabschnitt wurde am 9. Juli 2010 zwischen der GDDKiA und dem Konsortium, das von der Baufirma SRB Civil Engineering Ltd aus Irland angeführt wurde und noch aus den Unternehmen John Sisk & Son Ltd (Irland), Roadbridge (Irland) sowie Budbaum S.A. (Polen) bestand, unterschrieben. Die Baukosten betrugen rund 800 Mio. Złoty. Ende März beantragte das Unternehmen Budbaum S.A. die Insolvenz und schied somit aus dem Konsortium aus. Die irischen Baufirmen führten seitdem die Bauarbeiten alleine fort. Nach dem verkündeten Ende der Bauarbeiten kam es Streitigkeiten zwischen der GDDKiA und den irischen Bauunternehmen. Die GDDKiA verweigerte die Auszahlung einer fälligen Vergütung in Höhe von 47 Mio. Złoty, was seitens der Baufirmen gegen die Vertragsmodalitäten verstieß und gerichtlich angefochten wurde. Seitens der GDDKiA sollte mit dem irischen Konsortium eine zusätzliche Vereinbarung unterzeichnet werden, mit dem der GDDKiA die Zahlung direkt an die Subunternehmen ermöglicht werden kann, da die Rückstände der irischen Baufirmen bei den Zahlungen an Subunternehmen 18 Mio. Złoty betrugen. Alle gerichtlichen Verfahren wurden nach einem beiderseitigen Vergleich Ende 2017 abgeschlossen.
- Knoten Kutno Północ – Knoten Kutno Wschód (15,2 km)

Der Bauvertrag für diesen Unterabschnitt wurde am 18. Juni 2010 unterschrieben. Von der GDDKiA wurde das Konsortium, das von der polnischen Aktiengesellschaft Poldim S.A. angeführt wurde und noch aus der tschechischen Baufirma Bogl a Krysl k.s bestand, ausgewählt. Die Baukosten betrugen rund 542 Mio. Złoty. Bei diesem Teilstück traten zudem finanzielle Probleme bei der Baufirma Poldim S.A. auf, sodass ein Insolvenzantrag Anfang April 2012 gestellt werden musste, da Schulden im Wert von 120 Mio. Złoty bei verschiedenen Banken bestanden. Aufgrund dieses Insolvenzantrags wurde der von dieser Baufirma ausgeführte Teil der Bauarbeiten abgebrochen. Nach monatigen eingeschränkten Bauarbeiten und Gesprächen zwischen der GDDKiA und dem Unternehmen Bogl a Krysl k.s, die unterbrochenen Bauarbeiten im Rahmen des Konsortiums zu übernehmen, wurde am 26. Juli 2012 eine Einigung verkündet, sodass ein Teil dieser Bauarbeiten fortgeführt werden konnte. Die Bauarbeiten wurden im September und Oktober so beschleunigt, dass der Unterabschnitt im November überwiegend fertiggestellt werden konnte. Der Autobahnknoten Kutno Wschód, zwei Autobahnraststätten und restliche Bauarbeiten wurden jedoch aus dem Bauvertrag herausgenommen und in einem gesonderten Bauvertrag realisiert. Dieser wurde am 23. April 2014 zwischen der GDDKiA und der Baufirma Budimex mit Baukosten in Höhe von 61 Mio. Złoty geschlossen. Alle Bauarbeiten wurden in 13 Monaten (ohne Wintermonate) bis Ende Juli 2015 ausgeführt. Der Knoten wurde am 25. Juni 2015 eröffnet.
- Knoten Kutno Wschód – Knoten Piątek (9 km)

Der Bauvertrag für diesen Unterabschnitt wurde am 9. Juli 2010 zwischen der GDDKiA und dem Konsortium, das aus den Baufirmen Sando Budownictwo Polska Sp. o.o. und Construcciones Sanchez Dominguez-Sando S.A. bestand, unterschrieben. Die Baukosten betrugen ca. 512 Mio. Złoty.
- Knoten Piątek – Knoten Łódź Północ (21 km)

Der Bauvertrag für diesen Unterabschnitt wurde am 18. Juni 2010 unterschrieben. Von der GDDKiA wurde das Konsortium, das vom deutschen Bauunternehmen Johann Bunte angeführt wurde, ausgewählt. Des Weiteren beinhaltet das Konsortium die Unternehmen Bunte Polska Sp. z o.o., Mosty-Łódź S.A., Erbedim Sp. z o.o. und Intercor Sp. z o.o. als Partner. Die Baukosten wurden auf fast 570 Mio. Złoty festgelegt.

### Łódź Północ

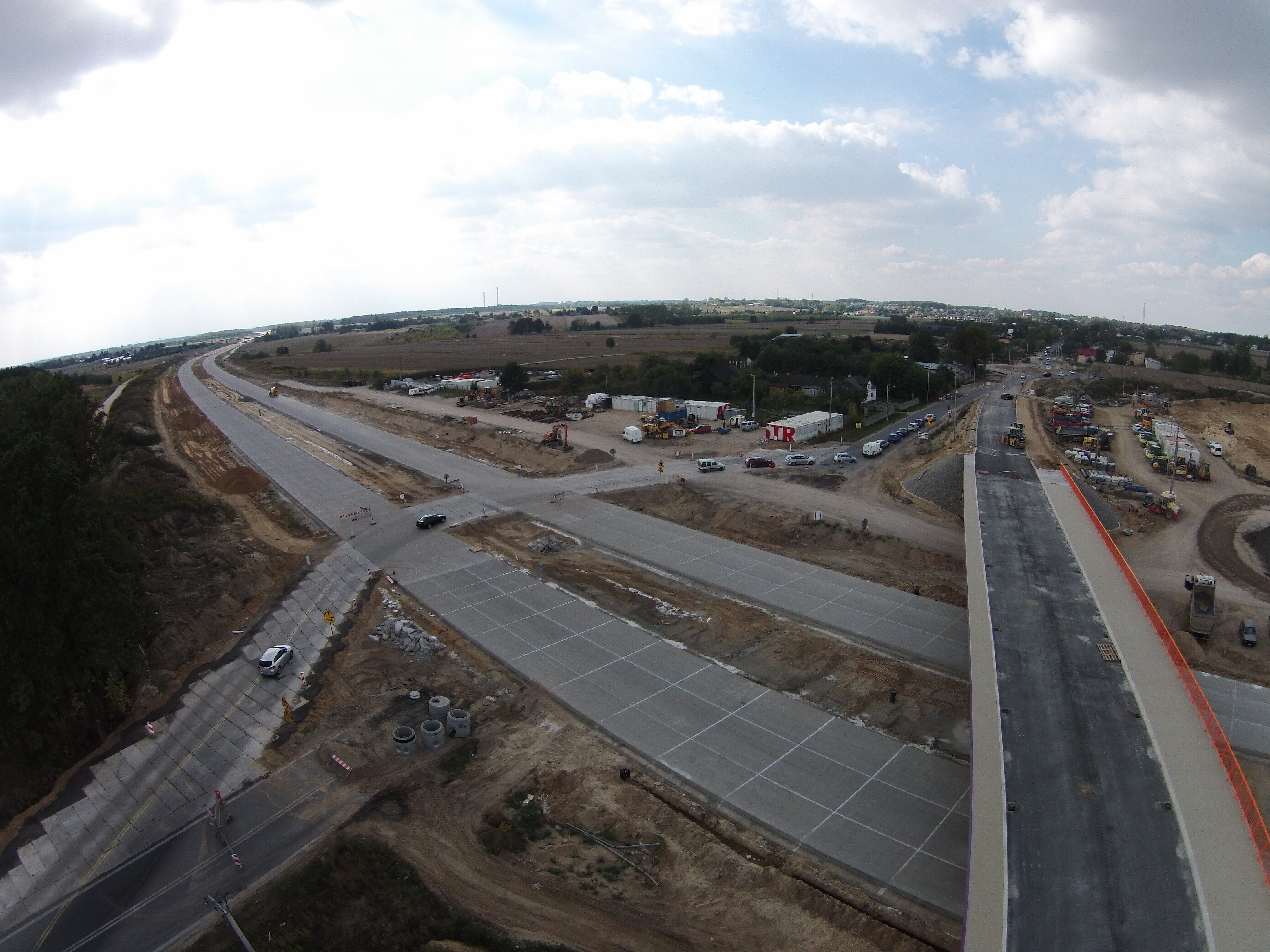
Bau der A1 beim Knoten Brzeziny (09.2015).

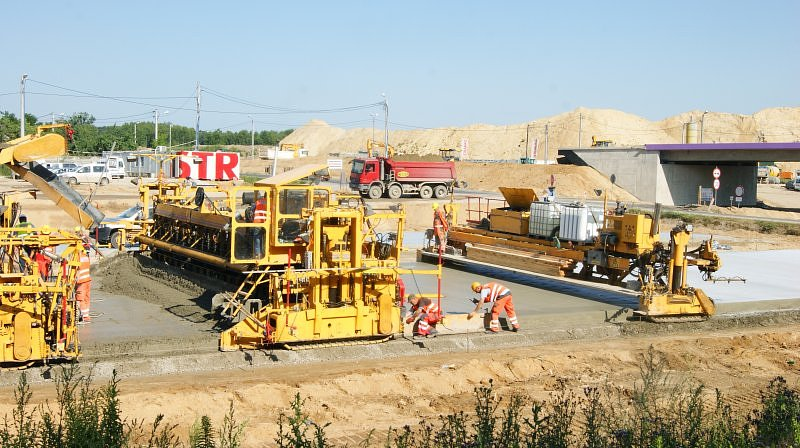
Auftragung der Fahrbahndecke aus Beton während des Baus der A1 bei Łódź.

Der 4,9 Kilometer lange Abschnitt der A1 wurde im Rahmen des Autobahnknotens errichtet. Ein Teil des Abschnittes wurde am 3. Juni 2012 mit Inbetriebnahme eines weiteren Abschnittes in Richtung Warschau der Autobahn A2 eröffnet. Der zweite Teil wird mit Inbetriebnahme der A1 in Richtung Tuszyn eröffnet.

### Łódź Północ – Pyrzowice
Dieser ca. 180 Kilometer lange Abschnitt führt vom Knoten Łódź Północ über Tuszyn, Piotrków Trybunalski und Częstochowa bis zum Knoten Pyrzowice.

#### 1970er und 1980er Jahre
1972 wurden die Planungen für den Verlauf des Unterabschnittes von Tuszyn nach Częstochowa gestartet. Sie sahen vor, dass die neue Straße an allen Ortschaften vorbeigeführt und autobahnähnlich ausgebaut werden sollte. Der Straßenquerschnitt sollte aus zwei Fahrbahnen mit jeweils zwei Fahrstreifen aufgebaut sein. Ende der 1980er wurde die gesamte Strecke freigegeben. Jedoch wurde lediglich die 17,5 km lange Strecke bis Piotrków Trybunalski als Autobahn A1 bezeichnet. Der Rest der Strecke wurde als Landesstraße 1 ausgeschildert, da die ursprünglich geplanten Knoten als Kreuzungen mit Ampeln realisiert wurden.

#### 2000er Jahre
Anfang der 2000er wurden die Planungen für die Modernisierung der bestehenden Strecke sowie den Neubau des restlichen Teils des Abschnittes bis Częstochowa konkretisiert. 2005 wurde die Ausschreibung für die Realisierung der gesamten 180 km langen Strecke im Rahmen einer Öffentlich-privaten Partnerschaft gestartet. Der Auftrag setzte sich aus dem Neubau der Strecken Kn. Łódź Północ (damaliger Kn. Stryków) – Kn. Tuszyn und Kn. Częstochowa Północ – Kn. Pyrzowice sowie der Modernisierung des vorhandenen Abschnittes der A1 Kn. Tuszyn – Kn. Piotrków Trybunalski-Południe und des vorhandenen Abschnittes der Landesstraße 1 Kn. Piotrków Tryb. Południe – Kn. Częstochowa Północ zusammen.
Am 22. Januar 2009 wurde der Vertrag der GDDKiA und der Aktiengesellschaft Autostrada Południe S.A., gegründet von den Unternehmen Cintra (90 %), Budimex (5,05 %) und Ferrovial Agroman (4,95 %), unterschrieben. Im Rahmen einer Konzession sollte die Gesellschaft für die Planung, den Bau sowie den Betrieb der Strecke für 35 Jahre zuständig sein. Die Strecke wurde in drei Unterabschnitte unterteilt. Der Bau der Unterabschnitte zwischen den Knoten Łódź Północ und Tuszyn (41 km) sowie zwischen den Knoten Tuszyn und Częstochowa Północ (82 km) sollte bis zum 31. Mai 2012 erfolgen. Die Fertigstellung des Unterabschnittes zwischen den Knoten Częstochowa Północ und Pyrzowice (57 km) sowie die Fertigstellung aller Bauarbeiten sollten über 60 Monate bis Januar 2014 andauern. Die Baukosten wurden aufgrund des fehlenden Bauprojektes auf 7,5 Milliarden Złoty (ca. 1,7 Mrd. Euro) geschätzt. Die Mautgebühren nach der Fertigstellung wurden dagegen auf 0,20 Złoty/km für Personenkraftwagen und 0,46 Złoty/km für Lastkraftwagen festgelegt. Bis Januar 2010 sollten das Bauprojekt fertiggestellt, die Baugenehmigung erhalten und vorbereitende Bauarbeiten geführt werden. Zusätzlich sollte die Finanzierung mit Krediten von verschiedenen Banken, darunter der Europäischen Investitionsbank, gesichert werden.
Aus finanziellen Gründen wurde dieser Vertrag automatisch am 23. Januar 2010 aufgelöst. Obwohl es viele Interessenten, darunter 30 kommerzielle Banken, gab, konnte die Finanzierung nicht vollständig gesichert werden. Einer der Gründe war das höhere Risiko eines Scheiterns im Vergleich zu anderen Konzessionen. Das Risiko hing mit den zukünftig eingenommenen Mautgebühren und somit auch mit der Verkehrsstärke zusammen und wurde vom Konzessionär getragen. Wenn auf diesem Autobahnabschnitt die Mautgebühren in Zukunft geringer ausgefallen wären, als bislang angenommen, dann würde der Konzessionär Verluste erleiden. Ein weiterer Grund war die angespannte Situation unter den Banken aufgrund der Finanzkrise. Die kommerziellen Banken forderten die Verkürzung von Kreditrückzahlungen für die Bereitstellung der Autobahn von einem im Vertrag festgelegten, 30-jährigen Zeitraum auf einen neunjährigen Zeitraum. Ein entsprechender, vom Konzessionär eingebrachter Vorschlag wurde von der Regierung abgelehnt. Während die Europäische Investitionsbank und die Europäische Bank für Wiederaufbau und Entwicklung Kredite in Höhe von einer Milliarde Euro vergaben sowie weitere 600 Mio. Euro von den Aktionären hinzugekommen wären, hätten die kommerziellen Banken Kredite von insgesamt 400 Mio. Euro vergeben sollen.

#### 2010er Jahre
Nach der gescheiterten Realisierung im Rahmen einer Öffentlich-privaten Partnerschaft sollte zuerst das von dem früheren Konzessionär Autostrada Południe vorbereitete Bauprojekt verwendet werden. Nach dessen Kontrolle durch die GDDKiA wurde im März 2010 entschieden, das Bauprojekt zu verwerfen und komplett neu auszuarbeiten. Damit war auch die Fertigstellung dieses Abschnittes für die Fußball-Europameisterschaft 2012 nicht mehr möglich. Daraufhin wurde der 180 km lange Abschnitt zunächst in zwei Abschnitte Łódź Północ – Tuszyn und Tuszyn – Pyrzowice geteilt, die dann noch weiter unterteilt wurden.

#### Łódź Północ – Tuszyn
Dieser knapp 40 km lange Abschnitt führt vom Knoten Łódź Północ bis zum Knoten Tuszyn und wird mit zwei Fahrbahnen mit jeweils zwei Fahrstreifen und der Möglichkeit des Zubaus des dritten Fahrstreifens ausgebaut sein. Auch dieser Abschnitt soll mautpflichtig für alle Kraftfahrzeuge werden.

##### Erster Vertrag
Schließlich wurde 22. Dezember 2010 nochmals ein Vertrag für die Planung und den Bau dieses Unterabschnittes unterschrieben. Von der GDDKiA wurde diesmal ein Konsortium ausgewählt, das von der Aktiengesellschaft Polimex-Mostostal S.A. angeführt wurde und noch aus den Firmen MSF Engenharia SA, MSF Polska Sp. z o.o., Doprastav a.s. sowie Mostmar S.A. bestand. Die Investitionskosten betrugen ca. 1,159 Mrd. Złoty. Der Baubeginn sollte nach dem Ende der Planungsphase Ende 2011 erfolgen. Jedoch mussten Änderungen in den Planungsunterlagen unternommen werden, sodass die insgesamt drei Baugenehmigungen erst Mitte August 2012 gestellt und bis Mitte Januar 2013 erteilt wurden. Somit konnte die Verkehrsübergabe Ende 2013 nicht eingehalten werden. Ende September 2012 wurde der Fertigstellungstermin um 9,5 Monate auf Ende Juni 2014 verlängert. Mitte 2013 traten große Bauverzögerungen ein, da sich das Konsortium mit dem für den Bau von allen Brückenbauarbeiten engagierten Subunternehmen Strabag nicht über die Vertragsmodalitäten einig wurde. Daraufhin zog sich Strabag zurück. Die Suche nach neuen Subunternehmen gestaltete sich aufgrund der finanziell angespannten Lage des Konsortiums schwierig und fand erst im November 2013 mit den Vertragsunterzeichnungen mit den Baufirmen Himmel i Papesch Opole Sp. z o.o., Warbud S.A. und Mota-Engil Central Europe S.A. ihren Abschluss. In den Verträgen wurde vereinbart, dass die erledigten Bauarbeiten direkt von der GDDKiA bezahlt werden. Die Fertigstellung war für Ende 2014 geplant.

##### Vertragsauflösung
Am 14. Januar 2014 wurde der Bauvertrag zwischen dem von Polimex-Mostostal S.A. angeführten Konsortium und der GDDKiA vorzeitig aufgelöst. Zusätzlich wurden alle Verträge mit den Subunternehmen aufgelöst. Nach den Vertragsauflösungen stellten Subunternehmen zahlreiche Anträge bezüglich finanzieller Zahlungsrückstände bei der GDDKiA. Diese beliefen sich auf über 50 Mio. Złoty. Zudem kam es zu finanziellen Forderungen der Subunternehmen gegenüber dem Generalunternehmen. Hinsichtlich der Schuldfrage und der Gründe für die Vertragsauflösungen kam es zu gerichtlichen Verfahren. Laut der GDDKiA waren die großen Bauverzögerungen ausschlaggebend für die Vertragskündigung. Innerhalb des Jahres 2013 wurden bis zu 10 % aller Bauarbeiten realisiert, wobei ursprünglich die Hälfte der Bauarbeiten bis Ende 2013 erledigt werden sollte. Seitens der Baufirma Polimex-Mostostal wurde der GDDKiA die Versäumnis, innerhalb der vorgeschriebenen Frist die rechtmäßige Zahlungssicherheit für Bauarbeiten zu unterbreiten, die Verletzung wesentlicher Vertragsbestimmungen, die in Ablehnung berechtigter Ansprüche von Konsortien besteht, sowie eine Verzögerung bei der Auszahlung von Arbeitsentgelt, vorgeworfen. Somit habe das Unternehmen ein Recht auf Ansprüche an Schadenersatz in Höhe von 475 Mio. Złoty für die gekündigten Bauverträge sowohl auf der A1 als auch auf der A4 (Rzeszów–Jarosław) und auf der S1 (Bielsko-Biała–Żywiec). Die GDDKiA lehnte die Zahlung ab. Vor Gericht wurde Ende Mai 2017 der Start von Verhandlungen hinsichtlich einer möglichen Einigung verkündet. Der Gesamtstreitwert beträgt seitens des Konsortiums 507,5 Mio. Złoty und seitens der GDDKiA 503,9 Mio. Złoty.

##### Zweite Verträge
Am 7. Februar 2014 startete die zweite Ausschreibung zur Durchführung von Änderungen in den Planungsunterlagen und zur Fortführung der Bauarbeiten. Der Abschnitt wurde in drei Unterabschnitte unterteilt, um eine schnellere Realisierung zu ermöglichen. Der Vertrag für den ersten Unterabschnitt zwischen den Knoten Łódź Północ und Łódź Wschód (14,2 km) wurde am 3. Oktober mit einem Konsortium aus Strabag und Budimex im Wert von 340 Mio. Złoty (ca. 85 Mio. Euro) unterzeichnet. Mit diesem Konsortium wurde am 30. September auch der Vertrag für den dritten Unterabschnitt zwischen den Knoten Łódź Górna und Tuszyn (15,9 km) mit Baukosten von 327 Mio. Złoty (ca. 82 Mio. Euro) unterzeichnet. Für den mittleren Unterabschnitt zwischen den Knoten Łódź Wschód und Łódź Górna (10,0 km) erfolgte am 6. Oktober die Vertragsunterzeichnung mit Mota-Engil mit einem Auftragsvolumen in Wert von 361 Mio. Złoty (ca. 90 Mio. Euro). In allen drei Verträgen wurde eine Bauzeit von 22 Monaten festgelegt, die Fertigstellung war für Juli/August 2016 geplant. Die Bauarbeiten konnten soweit beschleunigt werden, dass der komplette Autobahnabschnitt am 1. Juli 2016 feierlich eröffnet und somit eine Lücke im Autobahnnetz Zentralpolens geschlossen werden konnte. Nun kann der komplette Fernverkehr aus dem Stadtgebiet von Łódź geführt werden, was zur Entlastung des Verkehrs in Łódź selbst und den Nachbargemeinden führt. Zusätzlich verkürzt sich die Reisezeit auf der Nord-Süd-Achse abhängig von der Tageszeit um 1,5 bis 2,5 Stunden.

##### Tuszyn – Pyrzowice
Dieser knapp 140 km lange Abschnitt führt vom Knoten Tuszyn bis zum Knoten Pyrzowice und wird zwischen Częstochowa und Pyrzowice mit zwei Fahrbahnen mit jeweils zwei Fahrstreifen und der Möglichkeit der Erweiterung um den dritten Fahrstreifen, zwischen Tuszyn und Piotrków Tryb. Zachód und zwischen Piotrków Tryb. Południe und Częstochowa mit zwei Fahrbahnen mit jeweils drei Fahrstreifen sowie zwischen Piotrków Tryb. Zachód und Piotrków Tryb. Południe mit zwei Fahrbahnen mit jeweils vier Fahrstreifen ausgebaut sein. Beide Fahrbahnen sollen durchgängig komplett neu errichtet und mit Betondecken ausgestattet werden. Zudem soll der Knoten Piotrków Tryb. Zachód um die zwei fehlenden Verbindungsrampen erweitert werden. Auch dieser Abschnitt soll mautpflichtig für alle Kraftfahrzeuge werden.
Ende Dezember 2011 wurde bekanntgegeben, dass nur der Bau dieses Unterabschnittes als ÖPP ohne Einfluss auf die Staatsverschuldung realisiert werden sollte. Nachdem aber Eurostat im März 2012 in neuen Regeln festgelegt hat, dass alle Projekte im Rahmen von Öffentlich-Privaten Partnerschaften in den EU-Staaten in die Staatsverschuldung einberechnet werden, sollte die Finanzierung mit Hilfe eines neuen Modelles gesichert werden. Das neue Modell sah vor, dass der Bau des Autobahnabschnittes mit Hilfe von Finanzmitteln außerhalb der Staatskasse im Rahmen eines neu geschaffenen Programmes Inwestycje Polskie erfolgen sollte. Als Investor war die neu von der Regierung gegründete Aktiengesellschaft Polskie Inwestycje Rozwojowe geplant. Die staatliche Bank Gospodarstwa Krajowego sollte als Betreiber Darlehen oder Bürgschaften an für das Projekt gebildete Zweckgesellschaften vergeben, an deren Spitze private Unternehmen stehen sollten. Mit diesem Modell hätten dann erhöhte Mautabgaben eingeführt werden können. Anfang 2014 wurde bekanntgegeben, dass die Strecke zwischen Częstochowa und Pyrzowice als erstes nun doch von der GDDKiA als Investor realisiert wird, da bei den vorherigen Planungen weiterhin ein Risiko der Verletzung der zulässigen EU-Schuldenquote bestand. Die restlichen Abschnitte (Tuszyn–Częstochowa) sollten weiterhin durch eine Zweckgesellschaft finanziert werden. Im Oktober 2016 wurde diese Variante endgültig verworfen, indem sich das Verkehrsministerium für eine direkte Finanzierung aus dem Nationalen Straßenfond (polnisch: Krajowy Fundusz Drogowy) entschied. Nach Abklärung aller Details über die Finanzierung zwischen dem Verkehrsministerium und dem Ministerium für Entwicklung erfolgte die notwendige Änderung des Gesetzes über das Nationale Straßenbauprogramm für 2014–2023 durch die Regierung.
Anfang 2011 wurden die Verträge zur erneuten Ausarbeitung des Bauprojektes unterschrieben. Dazu wurde der Abschnitt in neun Unterabschnitte aufgeteilt. Die Ausarbeitung des neuen Bauprojekts dauerte nicht, wie in den Verträgen festgelegt, bis April 2012, sondern bis Januar 2013.
- Knoten Tuszyn – Knoten Piotrków Tryb. Południe (15,9 km)
Die Ausschreibung für die Optimierung der Planungsunterlagen und den Um- bzw. Neubau dieses Unterabschnittes begann am 30. Juni 2017 und endete mit der Vertragsunterzeichnung zwischen der GDDKiA und einem Konsortium unter der Führung von Budimex mit Strabag als Partner am 30. Juli 2018. Die Planungs- und Bauzeit beträgt 32 Monate, die Kosten wurden auf 479 Mio. Złoty (120 Mio. Euro) festgelegt. Im Rahmen der Bauarbeiten wird der Knoten Piotrków Trybunalski Zachód um die fehlenden Verbindungsrampen erweitert.[95] Ende April 2019 wurde in einer Nachverhandlung des Vertrages der Straßenquerschnitt angepasst. Die Bauarbeiten werden um einen dritten Fahrstreifen pro Fahrbahn auf dem Abschnitt von Tuszyn bis Piotrków Tryb. Zachód erweitert, da ursprünglich nur jeweils zwei Fahrstreifen pro Fahrbahn geplant waren. Die Baukosten stiegen um etwa 50 Mio. Złoty (12 Mio. Euro). Da dadurch alle Bauwerke und Brücken abgerissen und neu gebaut werden müssen, führte dies zu einer weiteren Nachverhandlung des Vertrages. Mit den zusätzlichen Arbeiten stiegen die Baukosten um 93 Mio. Złoty (22 Mio. Euro) auf insgesamt 622 Mio. Złoty (156 Mio. Euro). Der Bauabschnitt wurde im Juni 2022 fertiggestellt.[96]

- Knoten Piotrków Tryb. Południe – Knoten Kamieńsk (24,2 km)
Die Ausschreibung für die Optimierung der Planungsunterlagen und den Bau dieses Unterabschnittes begann am 30. Juni 2017 und musste im November 2018 ergebnislos abgebrochen werden, da das von der GDDKiA ausgewählte beste Angebot des polnischen Konsortiums bestehend aus den Bauunternehmen Mirbud und Kobylarnia kurz vor der Vertragsunterzeichnung im Oktober zurückgezogen wurde und die übrig verbliebenen Bieter einer weiteren Verlängerung der Bindefrist verweigerten.[97] Die zweite Ausschreibung startete am 18. Dezember 2018 und endete am 14. April 2019 mit der Vertragsunterzeichnung zwischen der GDDKiA und demselben polnischen Konsortium. Die Baukosten betragen nun 857 Mio. Złoty (214 Mio. Euro). Die Fertigstellung erfolgte im April 2023.[98]
- Knoten Kamieńsk – Knoten Radomsko (16,7 km)
Die Ausschreibung für die Optimierung der Planungsunterlagen und den Bau dieses Unterabschnittes begann am 30. Juni 2017 und endete mit der Vertragsunterzeichnung zwischen der GDDKiA und einem Konsortium unter der Führung von Strabag mit Budimex als Partner am 14. September 2018. Die Baukosten waren mit 573 Mio. Złoty (143 Mio. Euro) angesetzt. Die Strecke wurde am 30. Dezember 2021 dem Verkehr übergeben.[99]

- Knoten Radomsko – Woiwodschaftsgrenze Łódź/Schlesien (7,0 km)
Die Ausschreibung für die Optimierung der Planungsunterlagen und den Bau dieses Unterabschnittes begann am 30. Juni 2017 und endete mit der Vertragsunterzeichnung zwischen der GDDKiA und dem polnischen Unternehmen Intercor am 30. August 2018. Vertraglich festgelegt wurde eine 32-monatige Planungs- und Bauzeit sowie Kosten in Höhe von 338 Mio. Złoty (85 Mio. Euro). Die Fertigstellung erfolgte am 30. Dezember 2021.[99]

- Woiwodschaftsgrenze Łódź/Schlesien – Knoten Częstochowa Północ (17,9 km)
Für diesen Unterabschnitt wurde die Ausschreibung für die Optimierung der Planungsunterlagen und den Bau dieses Unterabschnittes am 30. Juni 2017 begonnen und mit der Vertragsunterzeichnung zwischen der GDDKiA und dem Unternehmen Pol-Aqua am 23. Juli 2018 beendet. Vertraglich festgelegt wurde eine 35-monatige Planungs- und Bauzeit sowie Kosten in Höhe von 597 Mio. Złoty (149 Mio. Euro). Der Bauabschnitt wurde am 23. Juni 2022 vollständig für den Verkehr freigegeben.[100]

- Knoten Częstochowa Północ – Knoten Częstochowa Blachownia (20,3 km)
Die Ausschreibung zur Optimierung der Planungsunterlagen und zum Neubau begann am 5. März 2014 und endete am 12. Oktober 2015 mit der Vertragsunterzeichnung zwischen der GDDKiA und einem italienischen Konsortium unter Führung von Salini Impregilo.[101] Die Baukosten sollten rund 703 Mio. Złoty (ca. 176 Mio. Euro) betragen. Es wurde eine Bauzeit von 33 Monaten vereinbart. Zu Beginn der Bauzeit erfolgte neben den ersten Bauarbeiten eine Überarbeitung der Planungsunterlagen, u. a. wurden alle geplanten Mautstellen aus dem Bauprojekt gestrichen. Die Fertigstellung war für April 2019 geplant.[102] Anfang 2019 wurden Forderungen seitens des Konsortiums nach einer Erhöhung der vertraglich vereinbarten Kosten bekannt, da es seit der Vertragsunterzeichnung zu Preissteigerungen u. a. von Baumaterialien kam. Da eine nachträgliche Aufwertung gesetzlich nicht möglich war, wies die GDDKiA diese Forderungen zurück. Nachdem das Konsortium nach der Winterpause nicht die Bauarbeiten im vereinbarten Umfang aufgenommen hatte, kam es am 29. April 2019 zur Kündigung des Vertrages.

- Knoten Częstochowa Blachownia – Knoten Częstochowa Południe (4,7 km)
Für diesen Unterabschnitt wurde die Ausschreibung zur Optimierung der Planungsunterlagen und zum Neubau am 5. März 2014 begonnen.[101] Der Bauvertrag wurde am 31. August 2015 zwischen der GDDKiA und der Unternehmensgruppe Berger unterzeichnet. Die Baukosten betrugen rund 219 Mio. Złoty (ca. 55 Mio. Euro). Es wurde eine Bauzeit von 33 Monaten vereinbart, die Fertigstellung ist für Dezember 2018 geplant. In den ersten Monaten der Bauzeit erfolgte neben den ersten Bauarbeiten eine Überarbeitung der Planungsunterlagen, u. a. wurden alle geplanten Mautstellen aus dem Bauprojekt gestrichen.[103]

- Knoten Częstochowa Południe – Knoten Woźniki (16,7 km)
Die am 5. März 2014 begonnene Ausschreibung zum Neubau dieses Unterabschnittes endete am 4. März 2016 mit der Vertragsunterzeichnung zwischen der GDDKiA und Strabag. Die Baukosten betrugen rund 575 Mio. Złoty (ca. 144 Mio. Euro). Es wurde eine Bauzeit von 30 Monaten vereinbart, die Fertigstellung ist für Juni 2019 geplant.[104] Die Vertragsunterzeichnung verzögerte sich um ein halbes Jahr, da das Zentrale Antikorruptionsbüro Untersuchungen wegen des Verdachts einer Preisabsprache zwischen Unternehmen bei vier unterschiedlichen Ausschreibungen untersuchte. Wegen ungenügender Beweislage wurden diese Untersuchungen eingestellt.[105]

- Knoten Woźniki – Knoten Pyrzowice (15,2 km)
Für diesen Unterabschnitt wurde die Ausschreibung zum Neubau dieses Unterabschnittes am 5. März 2014 begonnen.[101] Der Bauvertrag für diesen Unterabschnitt wurde am 26. August 2015 zwischen der GDDKiA und Strabag unterschrieben. Die Baukosten betrugen rund 610 Mio. Złoty (ca. 153 Mio. Euro). Es wurde eine Bauzeit von 30 Monaten vereinbart, die Fertigstellung ist für November 2018 geplant.[106]

### Pyrzowice – Piekary Śląskie

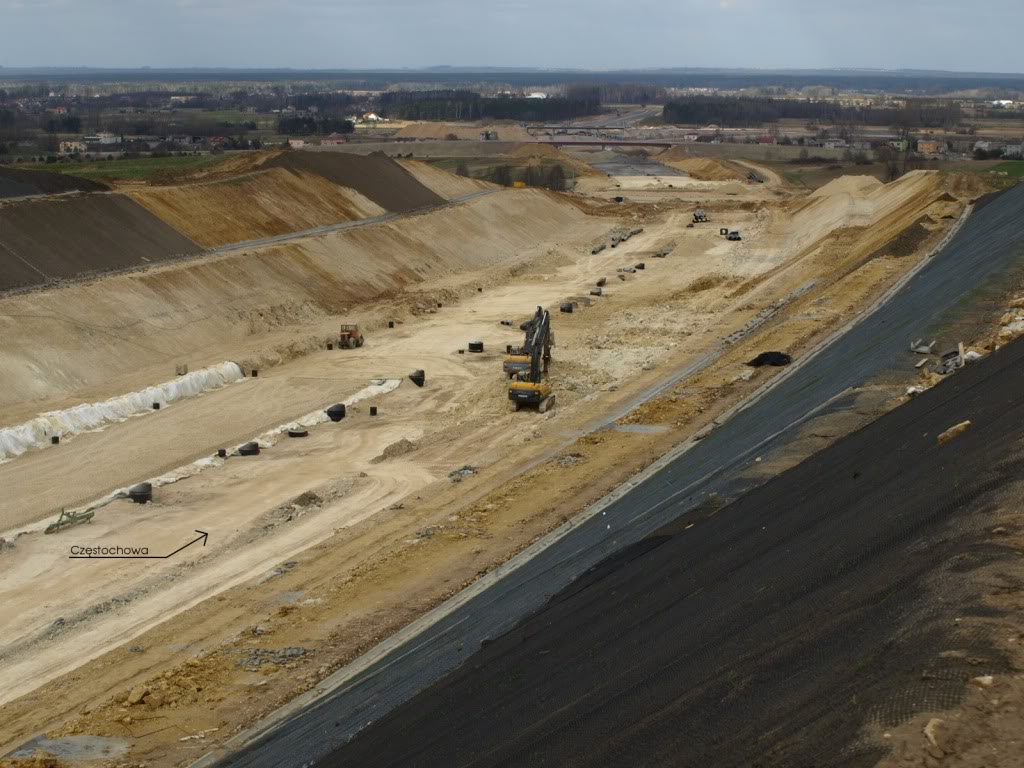
Baugrube bei Pyrzowice im April 2011

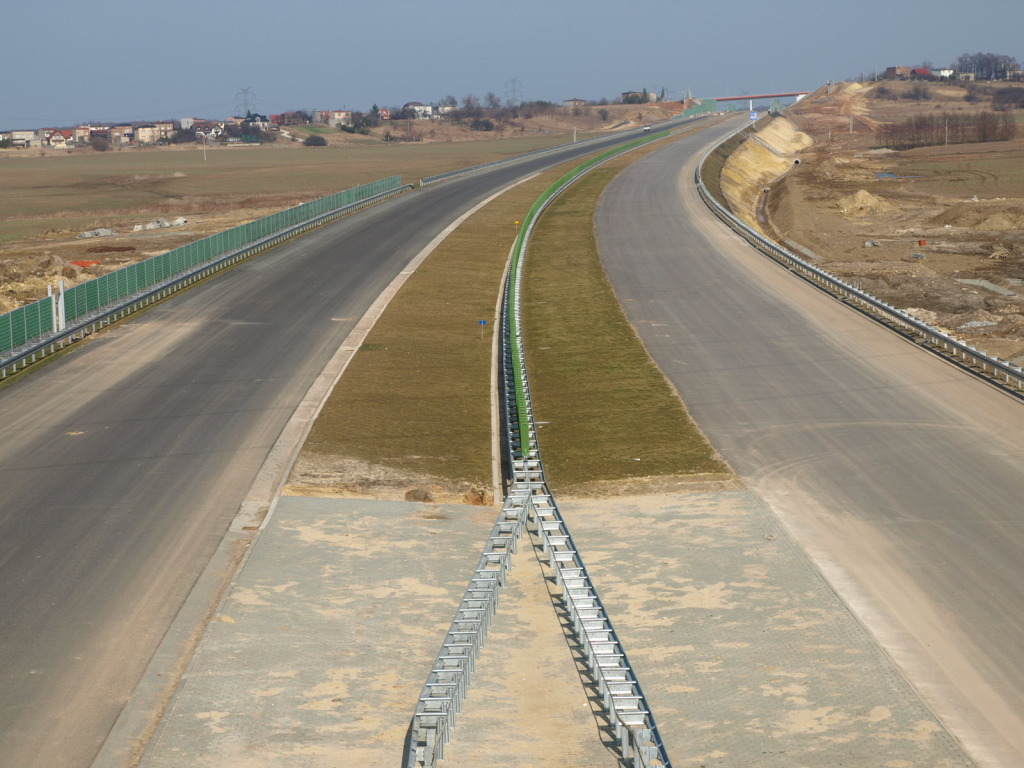
Bau auf dem Abschnitt Piekary Slaskie – Pyrzowice im März 2012.

Im September 2005 wurde die Lokalisierung dieses Abschnittes der A1 beschlossen. Er führt vom Knoten Pyrzowice bis zum Knoten Piekary Śląskie. Für den Bau dieser 16,1 km langen Autobahn wurde am 27. Juli 2009 der Vertrag zwischen der GDDKiA und den Baufirmen Budimex und Mostostal Warszawa unterzeichnet. Es wurde eine Bauzeit von 23 Monaten vereinbart, die am 20. August 2009 offiziell begann. Die Fertigstellung war für den 20. April 2012 vorgesehen. Jedoch kam es zu Bauverzögerungen, sodass die Verkehrsübergabe um fast zwei Monate verschoben werden musste. Die Fertigstellung des Abschnittes erfolgte am 8. Mai, die Verkehrsübergabe am 1. Juni 2012. Die Baukosten beliefen sich auf 1,83 Mrd. Złoty. Dieser Abschnitt ist mit zwei Fahrbahnen mit jeweils zwei Fahrstreifen und der Möglichkeit des Zubaus des dritten Fahrstreifens ausgebaut. Seitens der polnischen Regierung soll der Abschnitt mautpflichtig für alle Kraftfahrzeuge bleiben.

### Piekary Śląskie – Gliwice Wschód

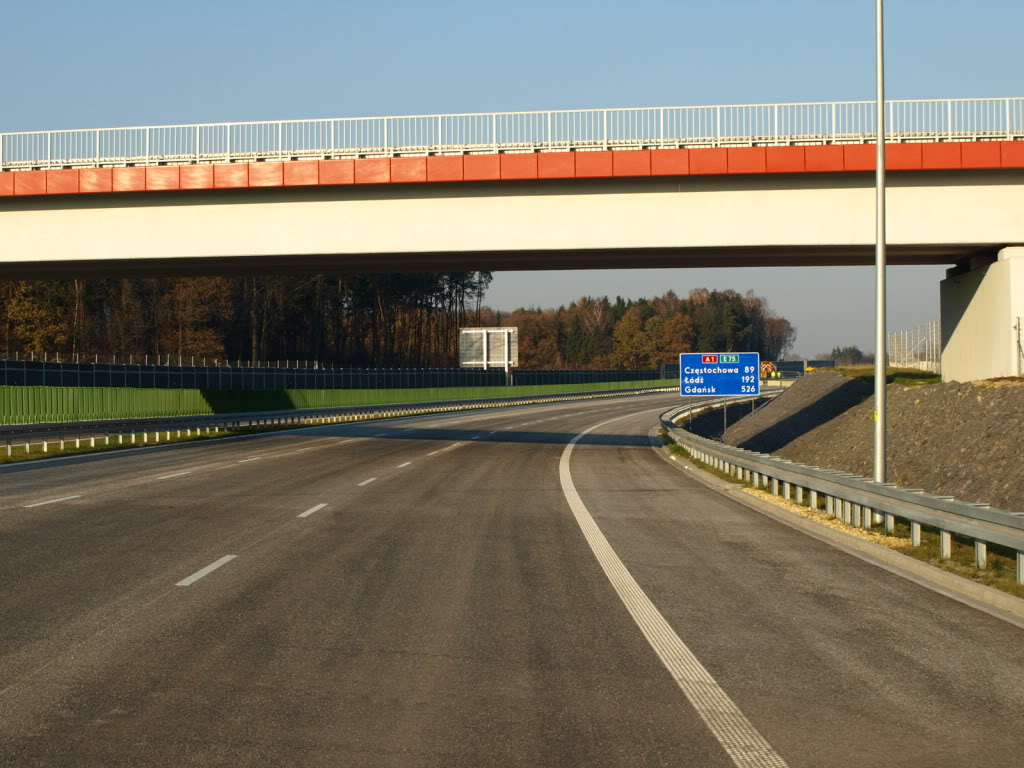
Die sechsstreifige A1 zwischen den Knoten Zabrze Północ und Gliwice Wschód.

Im Oktober 2005 wurde die Lokalisierung dieses Abschnittes der A1 beschlossen. Dieser Abschnitt führt vom Knoten Piekary Śląskie bis zum Knoten Gliwice Wschód. Der Vertrag für den Bau dieses 20,1 km langen Autobahnabschnittes wurde am 16. Juni 2009 unterschrieben. Als Baufirma wurde das Unternehmen Dragados engagiert. Es wurde eine Bauzeit von 23 Monaten vereinbart, die am 8. Juli 2009 offiziell begann. Die Fertigstellung und Verkehrsübergabe war ursprünglich für den 8. Dezember 2011 vereinbart. Jedoch kam es aufgrund der Hochwasser in Mitteleuropa 2010 zu Bauverzögerungen, sodass die Fertigstellung auf das Jahr 2012 verschoben werden musste. Jedoch gelang es, eine 8,1 km lange Autobahnstrecke zwischen den Knoten Zabrze Północ und Gliwice Wschód fertigzustellen und am 22. Dezember 2011 zu eröffnen. Die Verkehrsübergabe des restlichen Teils vom Knoten Zabrze Północ bis zum Knoten Piekary Śląskie erfolgte am 1. Juni 2012. Die Bauarbeiten dauerten jedoch bis Oktober 2012 an. Der Knoten Bytom wurde am 16. Oktober eröffnet.
Die Baukosten betrugen 1,26 Mrd. Złoty. Das 8,1 km lange Teilstück zwischen den Knoten Zabrze Północ und Gliwice Wschód ist mit zwei Fahrbahnen mit jeweils drei Fahrstreifen ausgebaut. Die restliche, 12 km lange Strecke vom Knoten Zabrze Północ bis zum Knoten Piekary Śląskie ist mit zwei Fahrbahnen mit jeweils zwei Fahrstreifen und der Möglichkeit des Zubaus des dritten Fahrstreifens ausgebaut. Seitens der polnischen Regierung soll der Abschnitt mautfrei für die Personenkraftwagen bleiben.

### Gliwice Wschód – Gliwice Sośnica

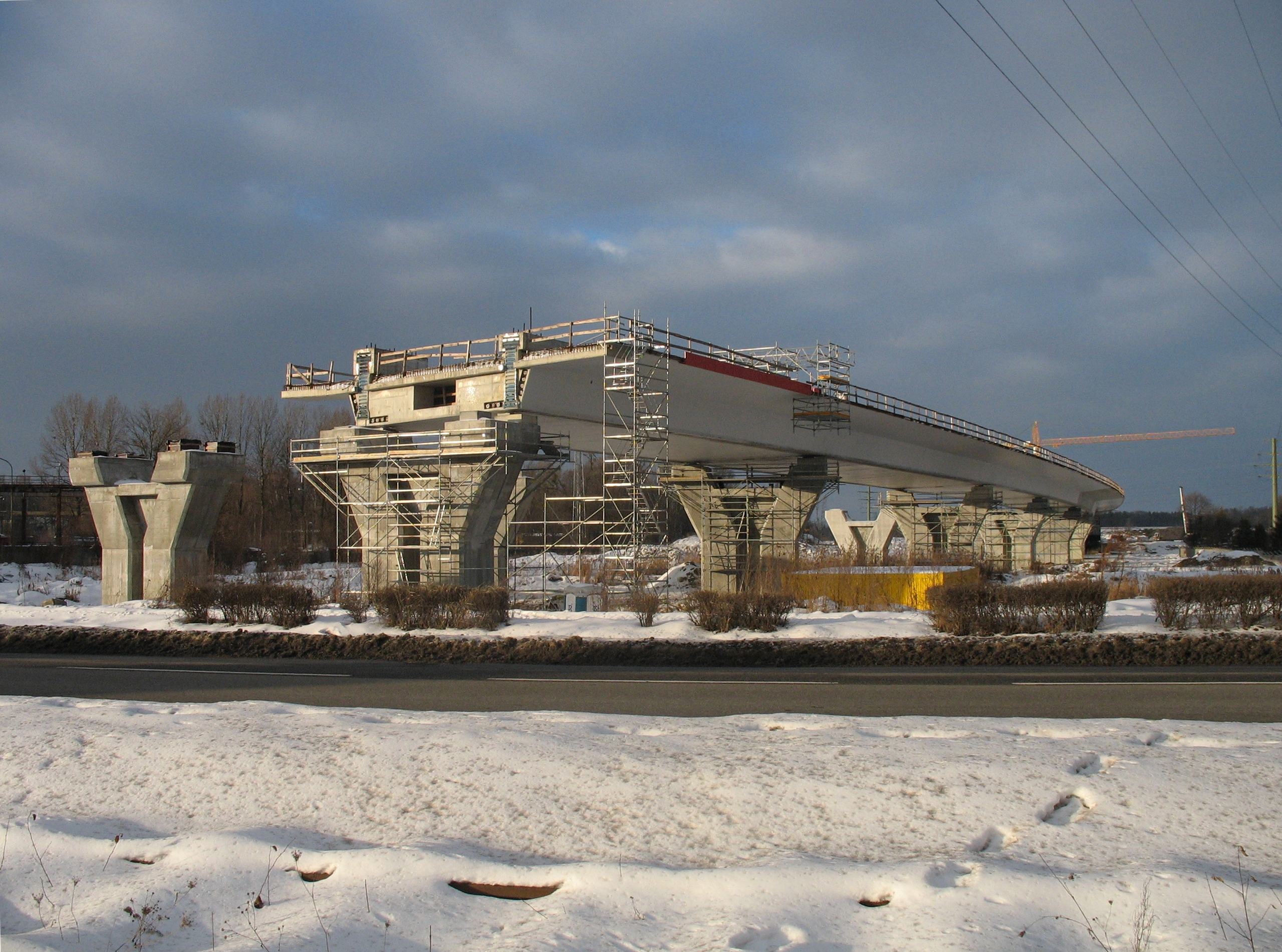
Bau einer Brückenkonstruktion bei Gliwice (Oktober 2010)

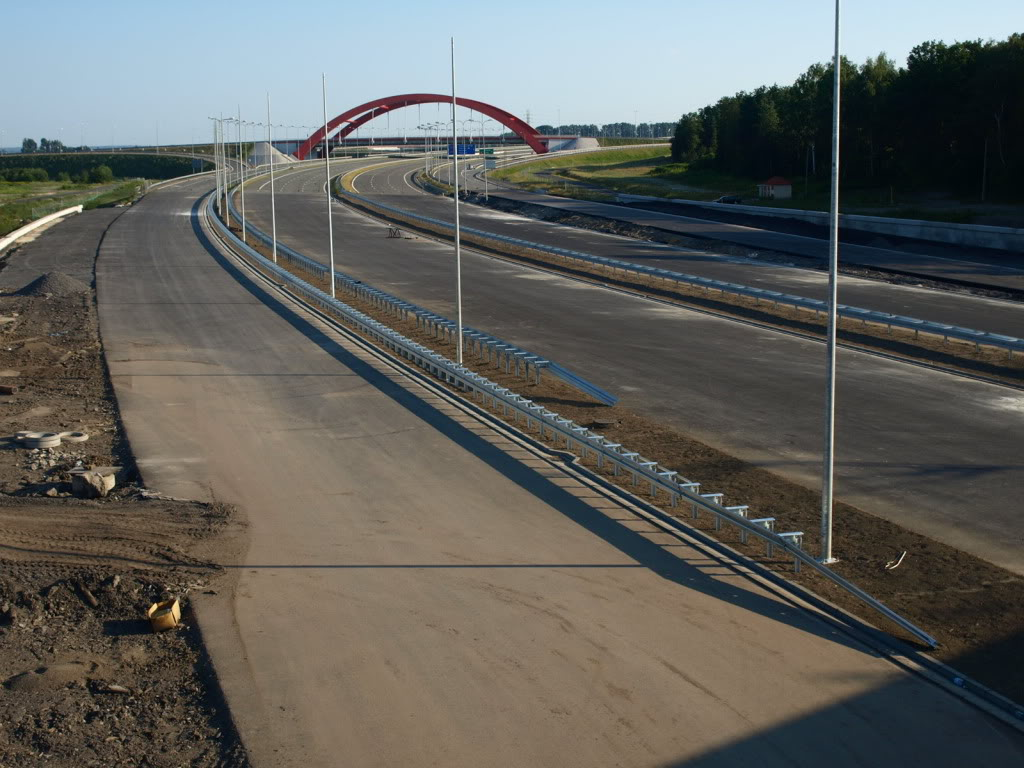
Die A1 nördlich des Autobahnknotens Gliwice-Sośnica im Juli 2011

Im Oktober 2005 wurde die Lokalisierung dieses Abschnittes der A1 beschlossen. Dieser Abschnitt führt vom Knoten Gliwice Wschód bis zum Knoten Gliwice-Sośnica. Am 9. März 2009 wurde der Vertrag für das dritte Teilstück zwischen der GDDKiA und den Baufirmen Polimex-Mostostal, Doprastav und Eurovia Polska unterschrieben. Es wurde eine 21 Monate lange Bauzeit vereinbart, die offiziell am 31. März 2009 begann und laut den Planungen am 31. Juni 2011 enden sollte. Jedoch kam es aufgrund der Hochwasser in Mitteleuropa 2010 zu Bauverzögerungen, sodass sich die Verkehrsübergabe auf den September verschob. Am 19. September wurden die Bauarbeiten offiziell als beendet erklärt. Die Verkehrsübergabe erfolgte am 30. September 2011. Die Baukosten betrugen rund 1,1 Mrd. Złoty. Dieses Teilstück ist mit zwei Fahrbahnen mit jeweils drei Fahrstreifen ausgebaut und bleibt mautfrei für die Personenkraftwagen.

### Gliwice Sośnica
Der 2,2 Kilometer lange Abschnitt der A1 wurde im Rahmen des Autobahnknotens errichtet. Der erste Teil des Abschnittes wurde am 23. Dezember 2009 mit der Inbetriebnahme des Abschnittes in Richtung Rybnik eröffnet. Der zweite Teil wurde zeitgleich mit der Verkehrsübergabe des Abschnittes in Richtung Gliwice Wschód am 30. September 2011 eröffnet.

### Gliwice Sośnica – Rybnik

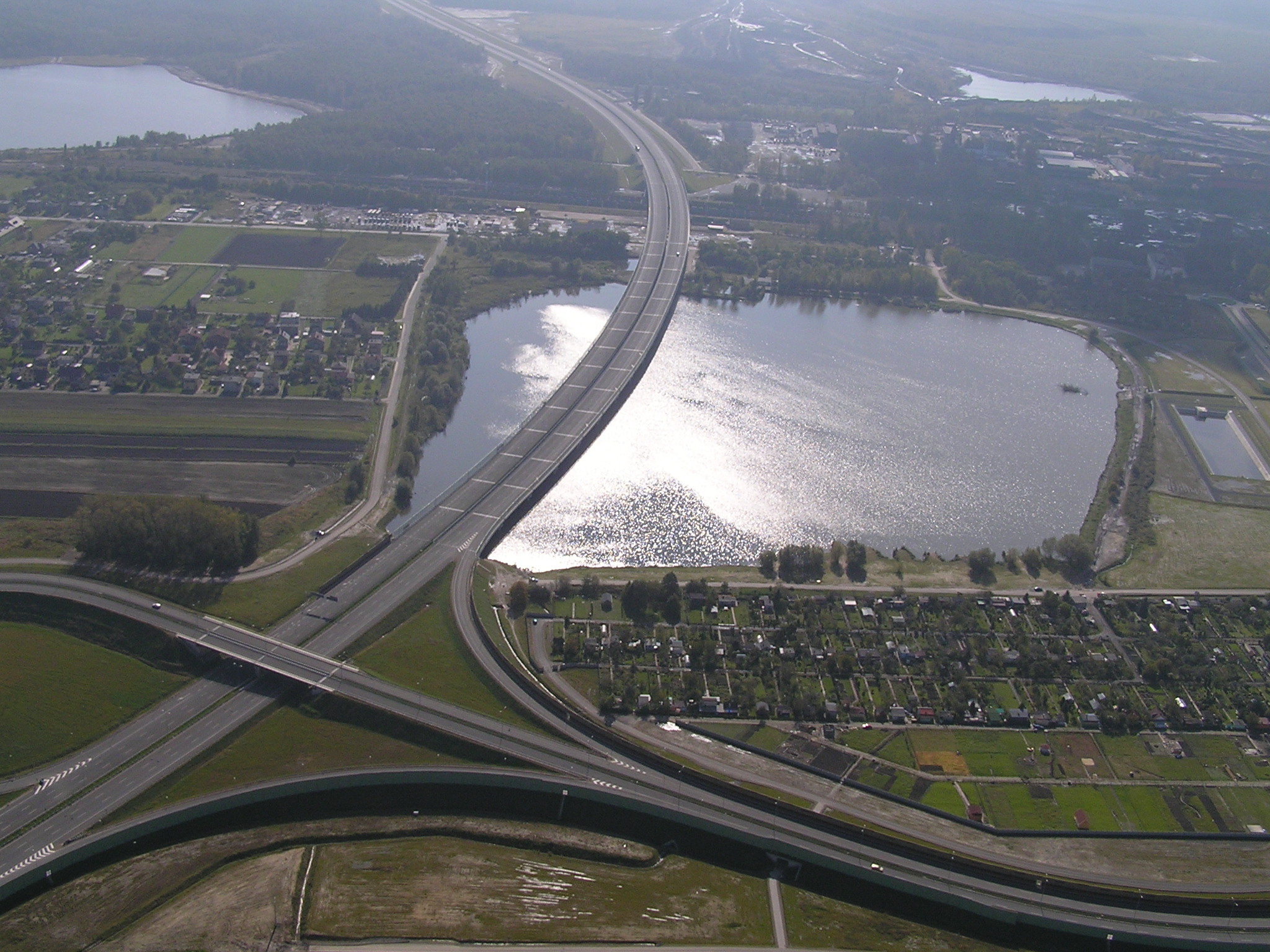
Die 800 Meter lange Brücke bei Knurów

Im Oktober 2005 wurde die Lokalisierung der gesamten Strecke der A1 in der Woiwodschaft Schlesien beschlossen. Im Januar 2007 wurde der Vertrag zwischen der GDDKiA und der griechischen Baufirma J&P Avax unterschrieben. Der Baubeginn dieses Abschnittes, der vom Knoten Gliwice-Sośnica bis zum Knoten Rybnik führt, erfolgte am 26. März 2007. Bis Ende 2009 wurden alle Bauarbeiten fertiggestellt, sodass die Verkehrsübergabe am 22. Dezember 2009 erfolgen konnte. 83 % aller Kosten in der Höhe von rund 827 Mio. Złoty (ca. 250 Mio. Euro) wurden von der Europäischen Union übernommen. Der gesamte Abschnitt hat eine Gesamtlänge von 15,4 Kilometern und ist mit zwei Fahrbahnen mit jeweils drei Fahrstreifen ausgebaut. Auf diesem Abschnitt ist eine Mauterhebung laut der polnischen Regierung geplant.

### Rybnik – Świerklany

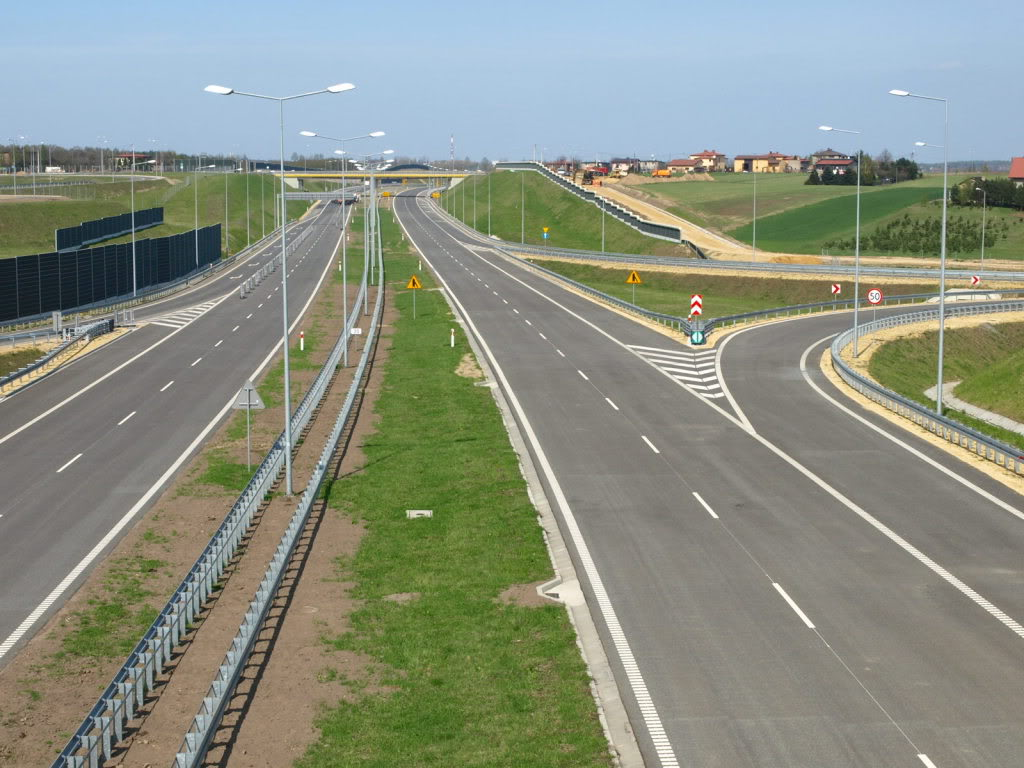
Abgeschlossener Bau am Knoten Świerklany kurz vor der Eröffnung im April 2011.

Im Oktober 2005 wurde die Lokalisierung der gesamten Strecke der A1 in der Woiwodschaft Schlesien beschlossen. Dieser Abschnitt führt vom Knoten Rybnik bis zum Knoten Świerklany. Am 7. August 2008 wurde der Vertrag zwischen der GDDKiA und den Baufirmen Strabag und Heilit Woerner unterschrieben. Es wurde eine 21 Monate lange Bauphase, die am 29. August 2008 offiziell begann, beschlossen. Jedoch kam es aufgrund des Hochwassers in Mitteleuropa 2010 zu Bauverzögerungen, sodass die gesamte Fertigstellung des Abschnittes bis Ende 2010 unmöglich war. Aus diesem Grund wurde das erste ca. 7,5 km lange Teilstück zwischen den Knoten Rybnik und Żory am 15. Dezember 2010 freigegeben. Die restlichen Bauarbeiten wurden bis zum Mai 2011 verlängert. Am 21. April 2011 erfolgte die Verkehrsübergabe des zweiten Teilstücks zwischen den Knoten Żory und Świerklany mit einer Länge von ca. 7 km. Die Hälfte der bei 1,1 Mrd. Złoty liegenden Baukosten für diesen Abschnitt wurden von der Europäischen Union getragen. Der gesamte Abschnitt hat eine Gesamtlänge von 14,5 Kilometern und ist mit zwei Fahrbahnen mit jeweils drei Fahrstreifen von Rybnik bis Żory und mit jeweils zwei Fahrstreifen von Żory bis Świerklany ausgebaut. Auf diesem Abschnitt ist eine Mauterhebung laut der polnischen Regierung geplant.

### Świerklany – Gorzyczki

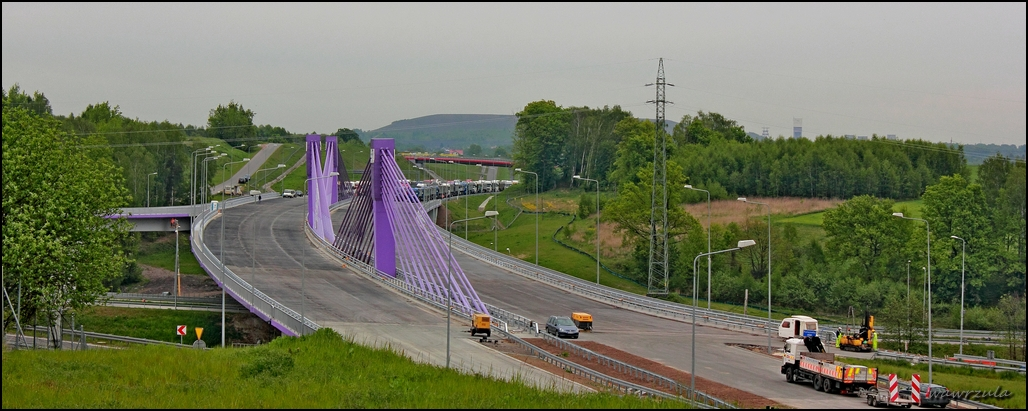
Bau der Brücke „MA 532“ im Bereich des Knotens Mszana (7. Mai 2014)

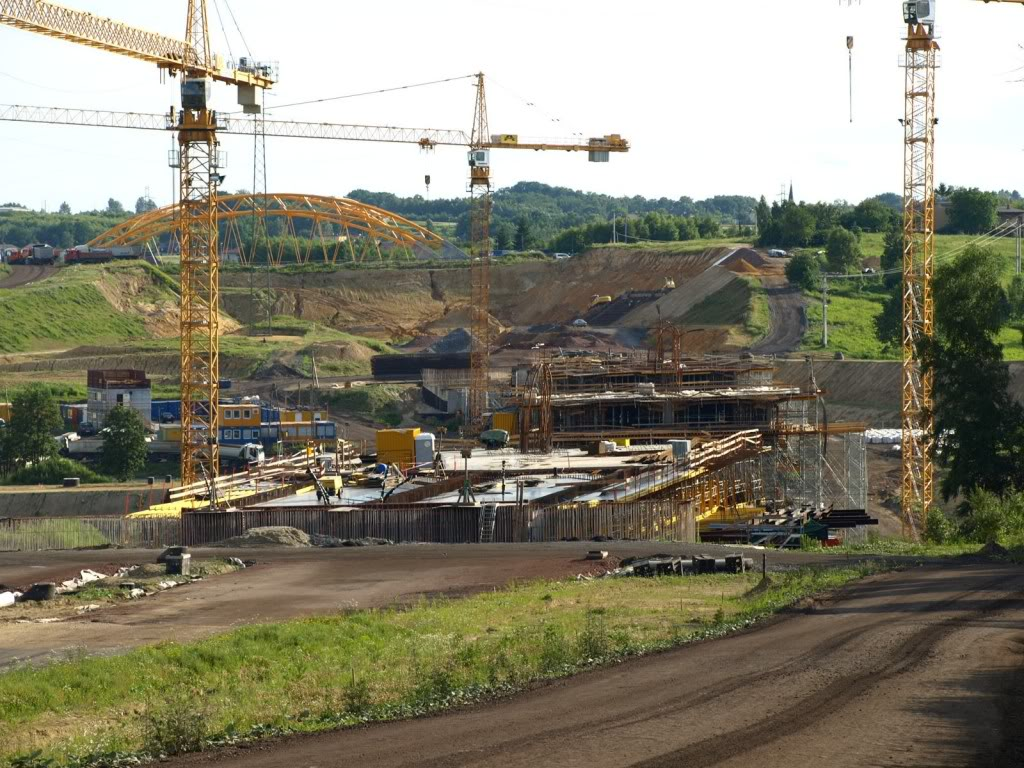
Bau der umstrittenen Brücke im Juni 2011

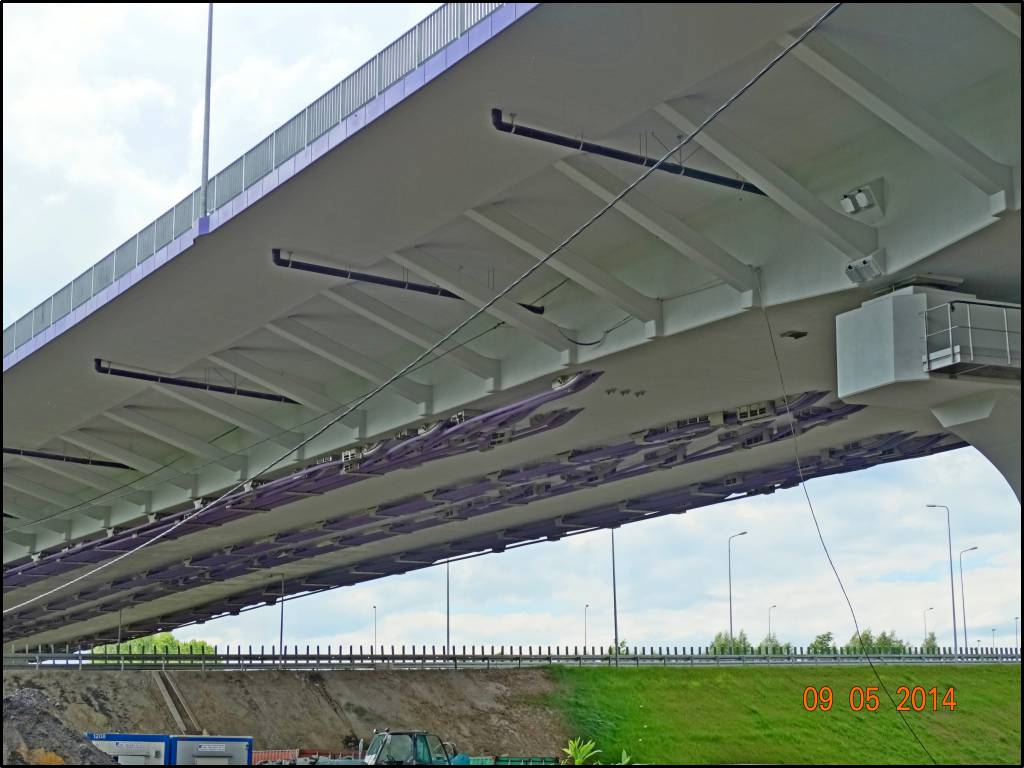
Der Stand der Bauarbeiten an der Brücke kurz vor der Eröffnung.

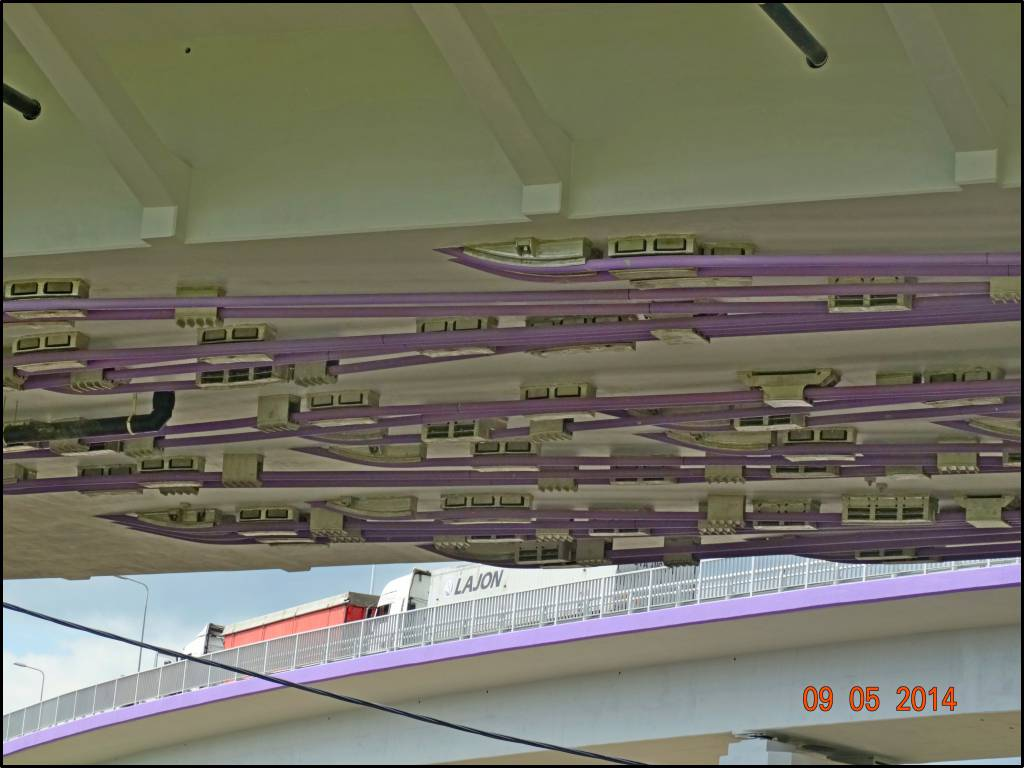
Blick auf die ausgeführten Reparaturarbeiten an der Brückenunterseite.

Im Oktober 2005 wurde die Lokalisierung der gesamten Strecke der A1 in der Woiwodschaft Schlesien beschlossen. Dieser Abschnitt führt vom Knoten Świerklany bis zur polnisch-tschechischen Grenze bei Gorzyczki/Věřňovice. Dort wird die A1 in die Dálnice 1 übergehen. Der gesamte Abschnitt hat eine Gesamtlänge von 18,3 Kilometern und ist mit zwei Fahrbahnen mit jeweils zwei Fahrstreifen und der Möglichkeit des Zubaus des dritten Fahrstreifens ausgebaut. Auf diesem Abschnitt ist eine Mauterhebung laut der polnischen Regierung geplant.

#### Erster Vertrag
Der erste Vertrag zwischen der GDDKiA und der österreichischen Baufirma Alpine Holding wurde am 18. November 2007 geschlossen. Er sah Baukosten von 1,1 Mrd. Złoty und eine 26 Monate lange Bauzeit vor, sodass die Bauarbeiten im Januar 2010 beendet sein sollten. Schon bei den Erdarbeiten wurden nicht gezündete Bomben aus dem Zweiten Weltkrieg gefunden, die ein spezielles Unternehmen in 5,5 Monaten entfernte. Dadurch verzögerten sich die Bauarbeiten um sieben Monate gegenüber dem beschlossenen Zeitplan. Zusätzlich äußerte die Baufirma im Februar 2009 erste Bedenken zur Richtigkeit des Bauprojektes einer Brücke mit der Bezeichnung „MA 532“ in der Nähe des Knotens Mszana. Diese Bedenken wurden von einigen Experten der Baubranche mit Befürchtung einer Baukatastrophe durch Einsturz der Brücke bestätigt, sodass eine Dokumentation über die Verbesserungen an der Brückenkonstruktion der GDDKiA übergeben wurde. Der Baubeginn der Brücke wurde verworfen. Die GDDKiA lehnte nach Rücksprache mit dem Entwerfer, der nach Überprüfung des Projektes keine Fehler erkannte, die Verbesserungen ab.

#### Erste Vertragsauflösung
Am 15. Dezember 2009 wurde der geschlossene Vertrag mit der Baufirma Alpine von der GDDKiA vorzeitig aufgelöst. Die Gründe für diese Maßnahme waren seitens der GDDKiA erhebliche Baurückstände von mehreren Monaten, da zum Zeitpunkt vom vertraglich festgelegten Baufortschritt von 85 % nur die Hälfte (50 %) aller Baumaßnahmen erledigt waren. Die von der Baufirma zu zahlenden Entschädigungen wurden auf 160 Mio. Złoty festgelegt. Seitens von Alpine waren auch die geäußerten Befürchtungen für den Bau der Brücke „MA 532“, die von der GDDKiA nicht berücksichtigt wurden, ein weiterer Grund für den aufgelösten Vertrag. Nachdem die Baufirma dem von der GDDKiA verlangten Verlassen der Baustelle nicht nachgekommen war, reichte die GDDKiA daraufhin Klage vor dem Bezirksgericht Warschau ein, das der GDDKiA in einem Ende Januar 2010 verkündeten Urteil Recht zusprach.

#### Zweiter Vertrag
Nach der Wiederholung der Ausschreibung bis Mitte 2010 wurde am 1. Oktober 2010 der zweite Vertrag zur Fortsetzung der Bauarbeiten zwischen der GDDKiA und der wiederum ausgewählten Firma Alpine Holding unterschrieben. Es wurde ein strengerer Zeitplan und die Verlängerung der Bauarbeiten bis April 2012 festgelegt. Die Bauarbeiten wurden offiziell am 15. Oktober 2010 wiederaufgenommen. Die Kosten betrugen rund 555 Mio. Złoty. Außerdem wurde beim Bauprojekt zur Brücke „MA 532“ vom Entwerfer einige Verbesserungen durchgeführt. Jedoch hatte dieser die komplette Veränderung des Projekts, welche die Baufirma gefordert hatte, abgelehnt. Mitte 2011 erfolgte der Baubeginn der Brückenkonstruktion.

##### Beschädigung, Baustopp der Brücke „MA 532“ und neuer Termin Ende August 2013
Beim Bau der Brücke kam es am 22. Dezember 2011 und am 13. März 2012 zu Beschädigungen, die seitens der Baufirma auf das fehlerhafte Projekt zurückzuführen sind. Die GDDKiA dagegen äußerte, die Beschädigungen hätten nichts mit dem umstrittenen Projekt, sondern seien aufgrund von Fehlern der Baufirma entstanden. Am 12. April 2012 stoppte der Schlesische Woiwodschaftsinspektor für Bauaufsicht den Bau der Brücke mit der Begründung, die Fortführung der Bauarbeiten ohne Reparatur der Beschädigungen könnten das bisher gebaute Objekt zum Einsturz bringen. Außerdem erklärten sich keine Experten dazu bereit, den Standpunkt der GDDKiA, dass keine Fehler im Projekt zu finden sind, zu teilen. Die GDDKiA legte Einspruch ein mit der Begründung, dass sie, der Entwerfer, ihre Bauaufsicht sowie ein unabhängiger Experte keine Argumente für einen Baustopp gefunden hätten. Der Einspruch wurde abgewiesen und es erfolgte eine zwei Monate dauernde Überprüfung des Bauwerkes. Am 4. Juni 2012 wurden die Ergebnisse veröffentlicht: Die bisher erfolgten Bauarbeiten würden keine sichere Fortführung der Bauarbeiten auf Grundlage des Projektes sowie keine zukünftige Benutzung des Objektes erlauben. Außerdem müssten die Beschädigungen repariert und die Brückenkonstruktion zusätzlich stabilisiert werden. Als Termin für das Ende der Reparaturen wurde der 31. August 2013 genannt.
Seitens der GDDKiA sei die Baufirma für diese Situation verantwortlich und müsse die für die Reparaturen anfallenden Kosten selbst übernehmen. Seitens von Alpine sei das Projekt und somit die GDDKiA für diese Situation verantwortlich. Am 23. Juli 2012 erklärte sich die Baufirma Alpine dazu bereit, die notwendigen Reparaturen und zusätzlichen Bauarbeiten auszuführen und die Kosten dafür selbst zu tragen. Somit könnte der Bau nach einem neuen Zeitplan fortgesetzt werden.

##### Vorzeitige Eröffnung der Strecke KnotenMszana – Gorzyczki (PL/CZ) am 30.November 2012
Ende Oktober 2012 wurde die vorzeitige Eröffnung der ca. 11,1 Kilometer langen Strecke vom Knoten Mszana bis zur Grenze mit Tschechien bei Gorzyczki bekanntgegeben. Die Gründe sind zum einen, dass der komplette Abschnitt bis auf die Brücke „MA 532“ fertiggestellt ist, zum anderen, dass die tschechische Regierung auf eine Eröffnung ihres seit April 2012 fertiggestellten Abschnittes der Dálnice 1 drängte. Deswegen einigten sich beide Seiten auf eine gemeinsame Eröffnung am 30. November 2012. Jedoch können die neuen Autobahnabschnitte nur von Personenkraftwagen (Pkw) befahren werden, da der Verkehr in beide Richtungen auf einer von der beschädigten Brücke nicht eingeschränkten Verbindungsrampe des Knotens Mszana geführt werden muss. Zwischen den Knoten Świerklany und Mszana wurde eine Umleitung über die Woiwodschaftsstraßen 932, 930 und 933 eingerichtet. Dazu wurde der Fahrbahnbelag der Woiwodschaftsstraßen 930 und 933 von der Baufirma Alpine auf deren Kosten erneuert.

#### Zweite Vertragsauflösung
Am 14. Mai 2013 vermeldete die Baufirma Alpine Bau den Vertragsrücktritt für das Brückenbauwerk „MA 532“. Der Grund dafür war der anhaltende Streit mit der GDDKiA über das weitere Vorgehen beim Bau der Brücke. Laut Alpine ist es nicht möglich, den Streit beizulegen. Obwohl schon 95 % des Bauwerkes realisiert sind und ein genauer Reparationszeitraum festgelegt ist, sei laut der Baufirma die Fertigstellung wegen mangelhafter Statik nicht möglich und ein Abriss die befürwortete Lösung. Außerdem habe die GDDKiA rechtswidrig auf die im Vertrag festgeschriebene Bankgarantie in Höhe von 55 Mio. Złoty (12 Mio. Euro) zugegriffen. Im Gegensatz zum Standpunkt der Baufirma ist die GDDKiA weiterhin der Ansicht, das Bauwerk bis Ende 2013 komplett fertigstellen zu können, notfalls mit den Subunternehmen von Alpine alleine. Die Baufirma komme nicht ihrer eigenen Erklärung vom Juli 2012 nach. Nachdem die Baufirma auch nach Bitten des damaligen Generaldirektors Lech Witecki die Entscheidung nicht zurücknahm, wurde die Bankgarantie am 24. Mai 2013 auf das Konto der GDDKiA überwiesen und der GDDKiA von der Bank Recht zugesprochen. Am 27. Mai 2013 gab die GDDKiA ihrerseits die Vertragsauflösung für den gesamten Teilauftrag des Abschnittes aufgrund der Schuld der Baufirma bekannt. Bereits im Juni 2013 wurde ein Insolvenzverfahren gegen den Mutterkonzern in Wien eingeleitet. Nachdem ein gestellter Insolvenzantrag für das polnische Tochterunternehmen aufgrund fehlender Finanzierung eines Insolvenzverfahrens noch vom Handelsgericht abgewiesen wurde, wurde dieses Anfang 2014 eingeleitet. Die Schulden beliefen sich auf ca. 50 Mio. Złoty bei 200 Unternehmen. Die Haftung für benachteiligte Subunternehmer wurde von der GDDKiA geregelt, die bis Ende 2013 über eine Milliarde Złoty auszahlte.

#### Vertrag zur Fortführung der Reparaturarbeiten auf der Brücke „MA 532“
Am 26. Juni 2013 unterschrieb die GDDKiA mit dem Unternehmen Intercor den Vertrag zur Fortführung der vom Schlesischen Woiwodschaftsinspektor für Bauaufsicht verhängten Reparaturarbeiten auf der Brücke „MA 532“. Die Auswahl des Unternehmens erfolgte anhand des günstigsten Angebots in Gesprächen mit verschiedenen Firmen. Die Fertigstellung der Arbeiten sollte zunächst Ende August 2013 erfolgen. Am 24. August 2013 wurde bekanntgegeben, dass der Schlesische Woiwodschaftsinspektor für Bauaufsicht einer von der GDDKiA beantragten Terminverschiebung nach der Kontrolle der bisher durchgeführten Bauarbeiten stattgegeben hat. Die Reparaturarbeiten wurden am 21. März 2014 erfolgreich beendet. Die Kosten beliefen sich auf 55 Mio. Złoty.

#### Dritter Vertrag
Der Beginn einer erneuten Ausschreibung wurde Mitte Juli 2013 verkündet. Bis zur Öffnung der Angebote Ende August traf ein einziges Angebot des Unternehmens Intercor mit Baukosten in Höhe von 50 Mio. Złoty ein, wobei es die von der GDDKiA zur Verfügung gestellte Summe von 27 Mio. Złoty übertraf. Am 23. September wurde das einzige Angebot als das beste ausgewählt. Am 4. Oktober wurde der Bauvertrag unterzeichnet. Die Bauarbeiten umfassten u. a. die komplette Fertigstellung der Brücke „MA 532“, die Reparatur der festgestellten Mängel während der Bauarbeiten der früheren Baufirmen sowie die Erneuerung des Fahrbahnbelags aller während der gesamten Bauzeit geschädigten lokalen Straßen. Nach sieben Monaten am 23. Mai 2014 wurde der Abschnitt dem Verkehr übergeben. Nach insgesamt sieben Jahren Bauzeit und vierjähriger Verzögerung wurde dieses Teilstück als letztes der Strecke vom Knoten Pyrzowice bis zur tschechischen Grenze fertiggestellt. Kleinere Bauarbeiten außerhalb der Fahrbahnen wurden bis Ende Juli 2014 abgeschlossen.